# 有吉クイズ
『有吉クイズ』（ありよしクイズ）は、テレビ朝日系列で放送されているクイズバラエティ番組であり、有吉弘行の冠番組。

## 概要
普段は様々なバラエティ番組でMCを務めている有吉が1人の解答者として若手とクイズで対決する。クイズは有吉をはじめとした解答者らのプライベートをもとに制作されている。
2020年1月9日から5回にわたりパイロット版を放送。2021年10月5日から月曜24時台の枠でレギュラー化。2022年4月5日からは新設される「スーパーバラバラ大作戦」の1番組として、火曜23:45 - 翌0:15までの放送となった。
2022年10月改編で火曜20時台のゴールデンタイムに進出。これにより、有吉はNHK・民放における全曜日のゴールデン・プライ厶帯で冠番組を持つこととなった。
ゴールデンタイム進出後は放送頻度が不安定になり、放送が月1回となる事もあった。
2023年10月改編にて月曜 0:25 - 0:55（日曜深夜）に移動。これに伴い、有吉の火曜日のゴールデン冠番組が消滅した。

## 出演者
現在
- 有吉弘行-レギュラー解答者
- せいや（霜降り明星）-特番時代に定期的に出演した後、火曜スーパーバラバラ大作戦時代からほぼ全ての回に出演。月曜深夜時代はコンビの冠番組であるTBS『霜降りミキXIT』出演の為出演なし。
- 野村真季（テレビ朝日アナウンサー）- 進行
- 他ゲスト

過去
- 池田美優-2024年10月より裏番組「突然ですが占ってもいいですか?（フジテレビ）」に出演のため2024年9月23日を最後に降板。

## 放送リスト

### パイロット版
| 回 | 放送日        | 放送時間（JST）               | 放送枠         | 放送内容 | ゲスト解答者                                                                                     | その他の出演者 | 備考                            |
| -- | ------------- | ----------------------------- | -------------- | --- | ------------------------------------------------------------------------------------------------ | --- | ------------------------------- |
| 1  | 2020年1月09日 | 木曜 2:35 - 3:05 （水曜深夜） | 企画工場       | - クイズ 誰のスマホ? - 蛭子能収の食レポクイズ - みちょぱの自宅クイズ | 宮下草薙 薄幸（納言 せいや（霜降り明星） みちょぱ                                                | 尾形貴弘（パンサー） 蛭子能収 | 第1弾の前編                     |
| 1  | 2020年1月16日 | 木曜 2:31 - 3:01 （水曜深夜） | 企画工場       | - 宮下草薙・草薙は自宅で何をしている? - 有吉のプライベート密着クイズ | 宮下草薙 薄幸（納言 せいや（霜降り明星） みちょぱ                                                | | 第1弾の後編                     |
| 2  | 2020年4月16日 | 木曜 23:15 - 翌0:15           | ネオバラエティ | - せいやの自宅に侵入したまひるがくすねてきた物は何でしょう? - クイズ 誰のスマホ? - みちょぱの自宅クイズ - 有吉のプライベート密着クイズ                                                     | 草薙航基（宮下草薙） せいや（霜降り明星） まひる（ガンバレルーヤ） 後藤拓実（四千頭身） みちょぱ | 太田博久（ジャングルポケット） | 当時間帯のアメトーーク!は休止。 |
| 3  | 2020年8月20日 | 木曜 23:15 - 翌0:15           | ネオバラエティ | - クイズ 誰のスマホ? - ウソ発見器クイズ - みちょぱの自宅クイズ - 有吉のプライベート密着クイズ                                                                                              | 草薙航基（宮下草薙） せいや（霜降り明星） 濱家隆一（かまいたち） フワちゃん みちょぱ             | 菅良太郎（パンサー） | 当時間帯のアメトーーク!は休止。 |
| 4  | 2021年1月7日  | 木曜 23:15 - 翌0:15           | ネオバラエティ | - クイズ この変装芸能人は誰? - 3時のヒロイン・福田の自宅クイズ - 有吉のプライベート密着クイズ                                                                                              | 草薙航基（宮下草薙） 濱家隆一（かまいたち） 福田麻貴（3時のヒロイン） みちょぱ                   | 和泉元彌 金子恵美 舞の海秀平 かなで・ゆめっち（3時のヒロイン） | 当時間帯のアメトーーク!は休止。 |
| 5  | 2021年6月4日  | 金曜 20:00 - 21:48            | （なし）       | - クイズ この変装芸能人は誰? - クイズ 誰が歌舞いている? - 長州力 飛ぶぞタイムショック - クイズ 水の中から出てくるのは誰? - みちょぱのプライベート密着クイズ - 有吉のプライベート密着クイズ | 草薙航基（宮下草薙） 小峠英二（バイきんぐ） 斉藤慎二（ジャングルポケット） みちょぱ              | 横山裕（関ジャニ∞） あいなぷぅ（パーパー） 田村淳（ロンドンブーツ1号2号） ノブ（千鳥） May J. 長州力 よしこ（ガンバレルーヤ） 長谷川雅紀（錦鯉） みちお（トム・ブラウン） 手島優 小石田純一 秋山竜次（ロバート） 高岡早紀 | 初のゴールデンタイムでの放送。  |

### レギュラー版

#### 2021年
| 回                                      | 放送日                                  | 放送内容 | ゲスト解答者                                                                   | その他の出演者 | 備考                                    |
| 火曜 0:15 - 0:45（月曜ネオバラエティ2） | 火曜 0:15 - 0:45（月曜ネオバラエティ2） | 火曜 0:15 - 0:45（月曜ネオバラエティ2） | 火曜 0:15 - 0:45（月曜ネオバラエティ2）                                        | 火曜 0:15 - 0:45（月曜ネオバラエティ2） | 火曜 0:15 - 0:45（月曜ネオバラエティ2） |
| --------------------------------------- | --------------------------------------- | --- | ------------------------------------------------------------------------------ | --- | --------------------------------------- |
| 1                                       | 10月5日                                 | - クイズ この変装芸能人は誰? - 背の順クイズ - 有吉のプライベート密着クイズ 前編 | 小峠英二（バイきんぐ） 秋山寛貴（ハナコ） イワクラ（蛙亭） みちょぱ            | 川合俊一 |                                         |
| 2                                       | 10月12日                                | - 中継先は誰の自宅? - 有吉のプライベート密着クイズ 後編 | 小峠英二（バイきんぐ） 秋山寛貴（ハナコ） イワクラ（蛙亭） みちょぱ            | レジェンド松下 蛭子能収 |                                         |
| 3                                       | 10月19日                                | - どぶろっく 新曲歌詞当てクイズ - ハナコ秋山のプライベート密着クイズ | 小峠英二（バイきんぐ） 秋山寛貴（ハナコ） イワクラ（蛙亭） みちょぱ            | どぶろっく |                                         |
| 4                                       | 11月2日                                 | - 蛙亭イワクラの自宅クイズ | 小峠英二（バイきんぐ） 秋山寛貴（ハナコ） イワクラ（蛙亭） みちょぱ どぶろっく | |                                         |
| 4                                       | 11月2日                                 | - クイズ この変装芸能人は誰? - キスマイ宮田の体脂肪並び替えクイズ | 森田哲矢（さらば青春の光） 太田博久（ジャングルポケット） ヒコロヒー みちょぱ  | 宮田俊哉（Kis-My-Ft2） |                                         |
| 5                                       | 11月9日                                 | - さらば森田のスマホロック解除クイズ - 有吉のプライベート密着クイズ | 森田哲矢（さらば青春の光） 太田博久（ジャングルポケット） ヒコロヒー みちょぱ  | 田渕正浩 |                                         |
| 6                                       | 11月16日                                | - どぶろっく 新曲歌詞当てクイズ - さらば森田のプライベート密着クイズ | 森田哲矢（さらば青春の光） 太田博久（ジャングルポケット） ヒコロヒー みちょぱ  | どぶろっく |                                         |
| 7 （SP）                                | 11月16日                                | - クイズ この変装芸能人は誰? - クイズ 誰がデスメタってるんでしょうか? - クイズ 誰が歌舞いている? - 水上アスレチックできる?できない? - 一茂＆出川 スマホに入っている有名人は誰? - 霜降り明星せいやの自宅に勝手に訪問クイズ - ブラマヨ小杉のプライベート密着クイズ - 有吉のプライベート密着クイズ | せいや（霜降り明星） みちょぱ                                                  | 出川哲朗 要潤 鈴木福 小杉竜一（ブラックマヨネーズ） 長嶋一茂 太田博久（ジャングルポケット） 川合俊一 塚田僚一（A.B.C-Z） ダレノガレ明美 りんごちゃん 池谷幸雄 イワクラ（蛙亭） | [ 注 6 ]                                |
| 8                                       | 11月30日                                | - ヒコロヒーのモーニングルーティーンクイズ | 森田哲矢（さらば青春の光） 太田博久（ジャングルポケット） ヒコロヒー みちょぱ  | |                                         |
| 8                                       | 11月30日                                | - ケンカしてるの誰と誰?クイズ - 原田龍二考案の(秘)クイズ | 平野ノラ 野田クリスタル（マヂカルラブリー） 濱家隆一（かまいたち） みちょぱ    | 原田龍二 木原実 |                                         |
| 9                                       | 12月7日                                 | - マヂラブ野田の持ち上がる?上がらない?クイズ - かまいたち濱家のプライベート密着クイズ | 平野ノラ 野田クリスタル（マヂカルラブリー） 濱家隆一（かまいたち） みちょぱ    | 桑原雅人（トット） |                                         |
| 10                                      | 12月14日                                | - 子育て中の平野ノラ 最近の悩みは? - 有吉のプライベート密着クイズ | 平野ノラ 野田クリスタル（マヂカルラブリー） 濱家隆一（かまいたち） みちょぱ    | コウメ太夫 |                                         |

#### 2022年
| 回                                                       | 放送日   | 放送内容 | ゲスト解答者                                                                                     | その他の出演者 | 備考      |
| -------------------------------------------------------- | -------- | --- | ------------------------------------------------------------------------------------------------ | --- | --------- |
| 11                                                       | 1月11日  | - U字工事・益子のクッキングクイズ - 野呂佳代のプライベート密着クイズ | 益子卓郎（U字工事） 長谷川忍（シソンヌ） 長田庄平（チョコレートプラネット） みちょぱ             | 福田薫（U字工事） 野呂佳代                                                                                        |           |
| 12                                                       | 1月18日  | - チョコプラ長田の肩幅クイズ - シソンヌ長谷川のプライベート密着クイズ | 益子卓郎（U字工事） 長谷川忍（シソンヌ） 長田庄平（チョコレートプラネット） みちょぱ             | face oka |           |
| 13                                                       | 2月1日   | - 有吉のプライベート密着クイズ | 益子卓郎（U字工事） 長谷川忍（シソンヌ） 長田庄平（チョコレートプラネット） みちょぱ             | |           |
| 14                                                       | 2月8日   | - ザ・たっち 三番勝負 たくやとかずやどっちが上? | 益子卓郎（U字工事） 長谷川忍（シソンヌ） 長田庄平（チョコレートプラネット） みちょぱ             | ザ・たっち |           |
| 14                                                       | 2月8日   | - さらば森田 歯科矯正の中間報告 | 渡辺隆（錦鯉） 太田博久（ジャングルポケット） ヒコロヒー 朝日奈央                                | 森田哲矢（さらば青春の光）                                                                                        |           |
| 15                                                       | 2月15日  | - ジャンポケ太田 家族総出(秘)クイズ - 錦鯉・渡辺のプライベート密着クイズ | 渡辺隆（錦鯉） 太田博久（ジャングルポケット） ヒコロヒー 朝日奈央                                | 近藤千尋 |           |
| 16                                                       | 3月1日   | - 有吉のプライベート密着クイズ | 渡辺隆（錦鯉） 太田博久（ジャングルポケット） ヒコロヒー 朝日奈央                                | 甘詰隆太 |           |
| 17                                                       | 3月8日   | - 俺には分かる!! キャバクラ嬢No.1当てクイズ - ハナコ秋山 お尻の手術で何が? | 小峠英二（バイきんぐ） 伊藤俊介（オズワルド） 吉住 みちょぱ                                      | 秋山寛貴（ハナコ）                                                                                                |           |
| 18                                                       | 3月15日  | - どぶろっく 新曲タイトルクイズ - 吉住 どうしてもやりたかった(秘)クイズ - 有吉のプライベート密着クイズ 前編 | 小峠英二（バイきんぐ） 伊藤俊介（オズワルド） 吉住 みちょぱ                                      | どぶろっく |           |
| 19                                                       | 3月22日  | - 有吉のプライベート密着クイズ 後編 | 小峠英二（バイきんぐ） 伊藤俊介（オズワルド） 吉住 みちょぱ                                      | |           |
| 火曜 23:45 - 翌0:15（火曜スーパーバラバラ大作戦・第2部） |          | |                                                                                                  | |           |
| 20                                                       | 4月5日   | - 盛山はどれだ… この後頭部は誰? - 森三中・黒沢のプライベート密着クイズ | 黒沢かずこ（森三中） リリー（見取り図） せいや（霜降り明星） みちょぱ                            | 長州小力 菅良太郎（パンサー） 盛山晋太郎（見取り図） 中澤佑二                                                     |           |
| 21                                                       | 4月12日  | - せいやのスマホロック解除クイズ - 久々の再会 有吉と蛭子さん2022春 | 黒沢かずこ（森三中） 見取り図 せいや（霜降り明星） みちょぱ                                      | 蛭子能収 |           |
| 22                                                       | 4月19日  | - ブラマヨ小杉が挑戦 有名人のズボンはける?はけない?クイズ - パンサー菅のプライベート密着クイズ | 小杉竜一（ブラックマヨネーズ） 菅良太郎（パンサー） せいや（霜降り明星） みちょぱ                | |           |
| 23                                                       | 4月26日  | - モンスターエンジン西森のプライベート密着クイズ - 鳥居みゆき 初公開の自宅訪問クイズ | 小杉竜一（ブラックマヨネーズ） 菅良太郎（パンサー） せいや（霜降り明星） みちょぱ                | 西森洋一（モンスターエンジン） 鳥居みゆき                                                                         |           |
| 24                                                       | 5月3日   | - 誰がやる?オッズチャレンジ | 出川哲朗 野田クリスタル（マヂカルラブリー） せいや（霜降り明星） みちょぱ                        | |           |
| 25                                                       | 5月10日  | - ナビ無し出川のドライブ・マイ・カー | 出川哲朗 野田クリスタル（マヂカルラブリー） せいや（霜降り明星） みちょぱ                        | |           |
| 26                                                       | 5月17日  | - マヂラブ野田の持ち上がる?上がらない?クイズ 〜母校編〜 | 出川哲朗 野田クリスタル（マヂカルラブリー） せいや（霜降り明星） みちょぱ                        | |           |
| 26                                                       | 5月17日  | - シソンヌ長谷川のアートな交友録クイズ | 長谷川忍（シソンヌ） イワクラ（蛙亭） せいや（霜降り明星） みちょぱ                              | |           |
| 27                                                       | 5月24日  | - U字工事の十割そばクッキングクイズ - 有吉の散歩密着クイズ 〜秋葉原編〜 前編 | 長谷川忍（シソンヌ） イワクラ（蛙亭） せいや（霜降り明星） みちょぱ                              | U字工事 |           |
| 28                                                       | 5月31日  | - 有吉の散歩密着クイズ 〜秋葉原編〜 後編 | 長谷川忍（シソンヌ） イワクラ（蛙亭） せいや（霜降り明星） みちょぱ                              | |           |
| 29                                                       | 6月7日   | - “有吉とメシ” その歴史 | 出川哲朗 渡辺隆（錦鯉） せいや（霜降り明星） みちょぱ                                            | |           |
| 30 （SP）                                                | 6月14日  | - 有吉とメシ 錦鯉と行く日帰りうどんハシゴ旅 in香川 - 有吉とメシ 熊肉・鹿肉・猪肉…山に入ってジビエを食らいたい in栃木・那須 - ナビ無し出川のドライブ・マイ・カー in三浦半島 - 有吉とメシ 3時間待ち! 並んででも食べたいスパイシーカレー in新宿 | 出川哲朗 竹内涼真 錦鯉 せいや（霜降り明星） みちょぱ                                             | 土田晃之 | [ 注 8 ]  |
| 31                                                       | 6月14日  | - 誰がやる?オッズチャレンジ | 長田庄平（チョコレートプラネット） 橋本直（銀シャリ） せいや（霜降り明星） みちょぱ              | |           |
| 32                                                       | 6月28日  | - 有吉とメシ 有名料理家が作った家庭的なごはんとお味噌汁が食べたい in田園調布 | 出川哲朗 竹内涼真 錦鯉 せいや（霜降り明星） みちょぱ                                             | 有元葉子 |           |
| 33                                                       | 7月5日   | - フェイクを見破れ!! FAKY!!FAKY!! - 銀シャリ橋本のプライベート密着クイズ | 長田庄平（チョコレートプラネット） 橋本直（銀シャリ） せいや（霜降り明星） みちょぱ              | |           |
| 34                                                       | 7月12日  | - ロバート秋山『都か区か委託か？』公共施設で(秘)クイズ - ハリセンボン箕輪のプライベート密着クイズ | 小峠英二（バイきんぐ） 秋山竜次（ロバート） 箕輪はるか（ハリセンボン） みちょぱ                  | |           |
| 35                                                       | 7月19日  | - 有吉とメシ ブラジルの豆料理 in鶴見区 前編 | 小峠英二（バイきんぐ） 秋山竜次（ロバート） 箕輪はるか（ハリセンボン） みちょぱ                  | |           |
| 36                                                       | 7月26日  | - 有吉とメシ ブラジルの豆料理 in鶴見区 後編 | 小峠英二（バイきんぐ） 秋山竜次（ロバート） 箕輪はるか（ハリセンボン） みちょぱ                  | |           |
| 36                                                       | 7月26日  | - 有名人の自宅撮影OK?NG?クイズ | タカアンドトシ 森田哲矢（さらば青春の光） みちょぱ                                               | 真中満 貴島明日香 さとう珠緒 ラッシャー板前                                                                       |           |
| 37                                                       | 8月2日   | - 誰がやる?オッズチャレンジ | タカアンドトシ 森田哲矢（さらば青春の光） みちょぱ                                               | |           |
| 38                                                       | 8月10日  | - タカアンドトシのプライベート密着クイズ | タカアンドトシ 森田哲矢（さらば青春の光） みちょぱ                                               | | [ 注 9 ]  |
| 39                                                       | 8月17日  | - さらば森田 歯科矯正200日後の激変報告 - ハナコ秋山 お尻の手術報告 | タカアンドトシ 森田哲矢（さらば青春の光） みちょぱ                                               | 秋山寛貴（ハナコ）                                                                                                | [ 注 9 ]  |
| 40                                                       | 8月23日  | - クイズ この変装芸能人は誰? - 研ナオコのプライベート密着クイズ | 野田クリスタル（マヂカルラブリー） 駒場孝（ミルクボーイ） せいや（霜降り明星） みちょぱ          | 研ナオコ |           |
| 41                                                       | 8月30日  | - 誰がやる?オッズチャレンジ 特別編 | 野田クリスタル（マヂカルラブリー） 駒場孝（ミルクボーイ） せいや（霜降り明星） みちょぱ          | アタック西本（ジェラードン） 太田博久（ジャングルポケット） 安藤美希子                                            |           |
| 特番                                                     | 9月6日   | - 誰がやる?チーム対抗オッズチャレンジ | 蛍原徹 ロンドンブーツ1号2号 千鳥                                                                 | | [ 注 10 ] |
| 42                                                       | 9月6日   | - U字工事の焼きそばクッキングクイズ - 有吉の散歩密着クイズ 〜足立区編〜 前編 | 太田博久（ジャングルポケット） 伊藤俊介（オズワルド） せいや（霜降り明星） みちょぱ              | U字工事 |           |
| 43                                                       | 9月13日  | - 有吉の散歩密着クイズ 〜足立区編〜 後編 | 太田博久（ジャングルポケット） 伊藤俊介（オズワルド） せいや（霜降り明星） みちょぱ              | |           |
| 44                                                       | 9月20日  | - ナビ無し出川のドライブ・マイ・カー 特別編 - どぶろっくのゴールデン進出祝い歌 | 出川哲朗 小峠英二（バイきんぐ） せいや（霜降り明星） みちょぱ                                    | face oka どぶろっく                                                                                               |           |
| 火曜 20:00 - 20:54                                       |          | |                                                                                                  | |           |
| 45 (SP)                                                  | 9月27日  | - “西村”がいる森 〜キャンプ飯編〜 - 有吉とメシ 錦鯉と旨いモン探しの旅 in大阪 - ナビ無し出川のドライブ・マイ・カー in奥多摩・高尾 | 出川哲朗 島崎和歌子 小峠英二（バイきんぐ） みちょぱ せいや（霜降り明星） 錦鯉                    | 相葉雅紀（嵐） 西村瑞樹（バイきんぐ） 叶美香 柴田英嗣（アンタッチャブル） 小杉竜一（ブラックマヨネーズ） みちょぱ | [ 注 11 ] |
| 46                                                       | 10月25日 | - 有吉と蛭子さん2022夏 - Mr.マリックはどうやってマジックを作っている? | 出川哲朗 長谷川忍（シソンヌ） せいや（霜降り明星） みちょぱ 仲野太賀                             | 蛭子能収 Mr.マリック                                                                                              |           |
| 47                                                       | 11月8日  | - ナビ無し出川のドライブ・マイ・カーin小田原・箱根 - マツケン&マジー京都旅 | 出川哲朗 島崎和歌子 土田晃之 せいや（霜降り明星） 岡田将生                                       | 長嶋一茂 松平健 真島茂樹                                                                                          |           |
| 48                                                       | 11月15日 | - 有吉と料理家・有元さん秋の味覚編 - 日本一美味い肉はどこの店で食べられるか!? | 島崎和歌子 バカリズム ファーストサマーウイカ せいや（霜降り明星） 田中樹（SixTONES）             | ダチョウ倶楽部 |           |
| 49 （SP）                                                | 11月22日 | - 有吉とメシin博多 - 出川の聞き込み散歩 | 出川哲朗 井森美幸 堀内健（ネプチューン） せいや（霜降り明星） みちょぱ 髙橋海人（King & Prince） | 博多華丸（博多華丸・大吉） 飯尾和樹（ずん）                                                                       |           |
| 50                                                       | 12月6日  | - 有吉が2023年カレンダー撮影に挑む! | IKKO 小杉竜一（ブラックマヨネーズ） せいや（霜降り明星） 村上佳菜子                              | 秋元梢 |           |
| 51 （SP）                                                | 12月20日 | - 良純プロデュース山中湖ランニング - 有吉の一度はやってみたかったメシ | 石原良純 高嶋政伸 島崎和歌子 陣内智則 せいや（霜降り明星） みちょぱ                              | 三四郎 阿佐ヶ谷姉妹                                                                                               | [ 注 12 ] |

#### 2023年
| 回               | 放送日        | 放送内容 | 解答者 | その他の出演者                                                                                                   | 備考      |
| ---------------- | ------------- | --- | --- | --- | --------- |
| 52               | 1月17日       | - 真夜中でも営業している背徳メシ - 有吉がワケあって絵本を執筆                                                                                         | 小杉竜一（ブラックマヨネーズ） 吉高由里子 せいや（霜降り明星） みちょぱ | 田辺智加（ぼる塾） 石塚英彦 鈴木もぐら（空気階段）                                                               |           |
| 53               | 2月7日        | - 極上ヘッドスパで寝落ちダービー - 出川と叶美香が校内相談 - 南キャン山里の反省ノート                                                                  | 出川哲朗 山里亮太（南海キャンディーズ） せいや（霜降り明星） 新内眞衣 | 長州力 城田優 どんぐり 田辺智加（ぼる塾） 叶美香                                                                 |           |
| 54               | 2月14日       | - 有吉が初めて一人キャンプ!! | バカリズム 田辺智加（ぼる塾） せいや（霜降り明星） みちょぱ | 西村瑞樹（バイきんぐ）                                                                                           |           |
| 55               | 2月21日       | - 有吉とメシ 特別編 - 4人なのに3名様で予約しました | 田村淳（ロンドンブーツ1号2号） 狩野英孝 せいや（霜降り明星） みちょぱ | 石原良純 齊藤京子（日向坂46）                                                                                    |           |
| 56               | 3月7日        | - 50年前日本にチーズケーキ広めたレジェンドに会いに行こう - 〜合えば食べられる〜居酒屋の注文センスバトル                                               | 長嶋一茂 バカリズム 秋山竜次（ロバート） 田辺智加（ぼる塾） せいや（霜降り明星） みちょぱ                                                                                                 | 彦摩呂 小杉竜一（ブラックマヨネーズ） 梅沢富美男                                                                 |           |
| 特番             | 4月1日        | - テレビ初登場 歌うま歌へたどっち? - 一流ものまね芸人が挑む初めてのものまねできる?できない? - 芸能人ヒミツ日常Qこの人だれ?                            | IKKO 小杉竜一（ブラックマヨネーズ） せいや（霜降り明星） 村上佳菜子 田村淳（ロンドンブーツ1号2号） バカリズム 狩野英孝 田辺智加（ぼる塾） みちょぱ                                        | 松本薫 原晋 井桁弘恵 山西惇 渡部陽一 清水ミチコ 神奈月 原口あきまさ JP 寺田心 名取裕子                           | [ 注 13 ] |
| 57 (SP)          | 4月11日       | - 埼玉B級グルメはしご旅 - 千鳥&アンミカ ひとりキャンプ                                                                                                | アンミカ 後藤輝基（フットボールアワー） 小山慶一郎（NEWS） せいや（霜降り明星） 小芝風花                                                                                                  | 錦鯉 安藤なつ（メイプル超合金） 千鳥 梅沢富美男 島崎和歌子 岸優太（king&Prince）                                 | [ 注 14 ] |
| 特番             | 4月14日（金） | - 有吉が歌唱レッスン - 2名様で予約しました | 長嶋一茂 秋山竜次（ロバート） 村上佳菜子 せいや（霜降り明星） みちょぱ | 坂上忍 宮近海斗（Travis Japan） 長谷川忍（シソンヌ） 八代亜紀 ダイスケはん（マキシマム ザ ホルモン）             | [ 注 15 ] |
| 特番             | 4月23日（日） | - アンタッチャブル山崎豊ノ島神田愛花大久保佳代子が行く福岡地元絶品メシ20連発〜でも食べられない人もいるよSP〜 - 千鳥&アンミカ ひとりキャンプのおさらい | 山崎弘也（アンタッチャブル） ヒコロヒー せいや（霜降り明星） 宮近海斗（Travis Japan） アンミカ 後藤輝基（フットボールアワー） 小山慶一郎（NEWS） 小芝風花                                 | 豊ノ島 大久保佳代子 神田愛花 千鳥                                                                                | [ 注 16 ] |
| 58               | 4月25日       | - 有吉ひとりキャンプ | 山崎弘也（アンタッチャブル） 山本舞香 せいや（霜降り明星） みちょぱ | 西村瑞樹（バイきんぐ）                                                                                           |           |
| 59               | 5月9日        | - 有吉とメシ インド編&カレーSP | IKKO 比嘉愛未 宮舘涼太（Snow Man） せいや（霜降り明星） | 酒井健太（アルコ&ピース） 横山由依 桐谷健太 磯村勇斗                                                             |           |
| 60               | 5月23日       | - 有吉と蛭子さん 2023春 | 小杉竜一（ブラックマヨネーズ） 黒沢かずこ（森三中） せいや（霜降り明星） みちょぱ | 蛭子能収 |           |
| 61               | 6月6日        | - 石原良純のランニング旅in逗子・葉山 | 石原良純 有岡大貴（Hey!Say!JUMP） せいや（霜降り明星） みちょぱ | タイムマシーン3号 長州力 あんり（ぼる塾）                                                                        |           |
| 62 (SP)          | 6月27日       | - 有吉とメシSP 美味しいうな重をイチから作りたい! - 芸能人ひとりキャンプGP                                                                             | 出川哲朗 島崎和歌子 中村倫也 川島如恵留（Travis Japan） せいや（霜降り明星） みちょぱ | 速水もこみち 小山慶一郎（NEWS） クールポコ                                                                       | [ 注 17 ] |
| 特番             | 7月22日（土） | - マジーがJO1とMVダンスコラボ | 真島茂樹 狩野英孝 與那城奨（JO1） みちょぱ | | [ 注 18 ] |
| 63               | 8月8日        | - 芸能人ひとりキャンプGP | 石原良純 井森美幸 川島如恵留（Travis Japan） せいや（霜降り明星） | やす子 小山慶一郎（NEWS）                                                                                        |           |
| 64               | 8月22日       | - 有吉とメシin北海道 | 錦鯉 せいや（霜降り明星） みちょぱ | 安藤なつ（メイプル超合金）                                                                                       |           |
| 月曜 0:25 - 0:55 |               | | | |           |
| 特番             | 9月9日（土）  | - パチンコ玉持ち上げクイズ - ファミレスでかるた作ったよクイズ                                                                                         | 野田クリスタル（マヂカルラブリー） 松田元太（Travis Japan） せいや（霜降り明星） みちょぱ                                                                                                 | 澤田賢澄 和田まんじゅう（ネルソンズ） 森田哲矢（さらば青春の光） 森慎太郎（どぶろっく） 信子（ぱーてぃーちゃん） | [ 注 19 ] |
| 65 (SP)          | 10月1日（日） | - 久々の有吉プライベート密着クイズ 蛭子さんにも会いました!! - あいつ、本当は強いんじゃないか？クイズ                                                  | U字工事 森田哲矢（さらば青春の光） せいや（霜降り明星） みちょぱ | 蛭子能収 ZAZY せんちゃん（クールポコ。） 大田隆司（いぬ） ゴン（ビッグスモールン）                               | [ 注 20 ] |
| 66               | 10月16日      | - 長州＆あんり新大久保へ行く！そこへ藤波が乱入してきたら？クイズ                                                                                      | 森田哲矢（さらば青春の光） せいや（霜降り明星） ヒコロヒー あんり（ぼる塾） | 長州力 藤波辰爾                                                                                                  |           |
| 67               | 10月23日      | - 森田・せいやのLINEグループ既読チキンレース | 森田哲矢（さらば青春の光） せいや（霜降り明星） ヒコロヒー あんり（ぼる塾） | |           |
| 68               | 10月30日      | - 芸人版リアル人生ゲームを作ろう（前編） | （全編ロケのため無し） | くっきー!（野性爆弾） 小杉竜一（ブラックマヨネーズ） バカリズム                                                  |           |
| 69               | 11月6日       | - 芸人版リアル人生ゲームを作ろう（後編） | （全編ロケのため無し） | くっきー!（野性爆弾） 小杉竜一（ブラックマヨネーズ） バカリズム                                                  |           |
| 70               | 11月13日      | - U字工事の宇都宮餃子クッキングクイズ | 森田哲矢（さらば青春の光） U字工事 せいや（霜降り明星） 池田美優 | |           |
| 70               | 11月13日      | - モノマネ芸人 リアルに付き合っているのは誰？クイズ                                                                                                   | 河井ゆずる（アインシュタイン） せいや（霜降り明星） ゆうちゃみ 森香澄 | いっせい あいきけんた 河口こうへい ゆうか Reika 中垣みな                                                         |           |
| 71               | 11月20日      | - 動いてないLINEグループを既読にできるか!?クイズ | 狩野英孝 せいや（霜降り明星） ヒコロヒー 伊藤俊介（オズワルド） | |           |
| 72               | 11月27日      | - どぶろっく新曲歌詞で穴埋めQ | 河井ゆずる（アインシュタイン） せいや（霜降り明星） ゆうちゃみ 森香澄 | どぶろっく |           |
| 73               | 12月4日       | - 2024年版有吉クイズカレンダー発売決定!! レスリー・キーとのフォトセッション                                                                           | 小峠英二（バイきんぐ） せいや（霜降り明星） みちょぱ | レスリー・キー                                                                                                   |           |
| 74               | 12月18日      | - お食事しながら空気椅子ダービー | ジェラードン 伊藤俊介（オズワルド） せいや（霜降り明星） ゆうちゃみ | 太田博久（ジャングルポケット） 大田隆司（いぬ）                                                                  |           |
| 75               | 12月25日      | - 有吉&レスリー・キーとの衝撃ベスト5 | 小峠英二（バイきんぐ） せいや（霜降り明星） みちょぱ IKKO 小杉竜一（ブラックマヨネーズ） 村上佳菜子 斉藤慎二（ジャングルポケット） 草薙航基（宮下草薙） 濱家隆一（かまいたち） フワちゃん | |           |

#### 2024年
| 回      | 放送日        | 放送内容                                                                                              | 解答者                                                                                    | その他の出演者 | 備考      |
| ------- | ------------- | --- | ----------------------------------------------------------------------------------------- | --- | --------- |
| 76 (SP) | 1月14日（日） | - 芸人版リアル人生ゲームを作ろう                                                                      | （全編ロケのためなし）                                                                    | 山崎弘也（アンタッチャブル） 小峠英二（バイきんぐ） 春日俊彰（オードリー）                                                                                      | [ 注 21 ] |
| 77      | 1月22日       | - 動いてないLINEグループを既読にできるか!?クイズ                                                      | アタック西本（ジェラードン） 井口浩之（ウエストランド） せいや（霜降り明星） みちょぱ     | |           |
| 78      | 1月29日       | - 有吉のファミレスシリーズ!一般の分募にチャレンジ!!                                                   | 森慎太郎（どぶろっく） 河井ゆずる（アインシュタイン） せいや（霜降り明星） みちょぱ       | 箕輪はるか（ハリセンボン） 狩野英孝 岩井勇気（ハライチ） |           |
| 79      | 2月5日        | - おばあちゃん人形を倒さず畳を持ち上げられるかクイズ - 紅白直前！有吉のプライベート密着クイズ（前編） | 狩野英孝 せいや（霜降り明星） みちょぱ 王林                                               | みなみかわ 野田クリスタル（マヂカルラブリー） 和田まんじゅう（ネルソンズ） りんごちゃん                                                                         |           |
| 80 (SP) | 2月11日（日） | - 紅白直前！有吉のプライベート密着クイズ（後編）                                                      | 狩野英孝 せいや（霜降り明星） みちょぱ                                                    | | [ 注 21 ] |
| 81      | 2月19日       | - お食事しながら空気椅子ダービー - キンタロー。で2023年を振り返ろうクイズ!!                           | ヒコロヒー きょん（コットン） せいや（霜降り明星） みちょぱ 王林                          | 野田クリスタル（マヂカルラブリー） みなみかわ 和田まんじゅう（ネルソンズ） りんごちゃん キンタロー。                                                            |           |
| 82      | 2月26日       | - 錦鯉・渡辺コレなら勝てる!AV業界クイズ                                                               | 芝大輔（モグライダー） 渡辺隆（錦鯉） せいや（霜降り明星） みちょぱ                       | 三上悠亜 |           |
| 83      | 3月4日        | - お酒大好き王林が飲んだことない強〜いお酒クイズ!!                                                    | ヒコロヒー きょん（コットン） せいや（霜降り明星） 王林                                   | 安藤なつ（メイプル超合金） 近藤くみこ（ニッチェ） |           |
| 84 (SP) | 3月10日（日） | - 動いてないLINEグループを既読にできるか!?クイズ                                                      | ヤーレンズ せいや（霜降り明星） みちょぱ 林田洋平（ザ・マミィ）                           | | [ 注 21 ] |
| 85      | 3月17日       | - アンガールズ田中を超えたい…有吉が巨大扇風機に挑戦!!                                                 | 田中卓志（アンガールズ） せいや（霜降り明星） ハシヤスメ・アツコ                          | 狩野英孝 草薙航基（宮下草薙） |           |
| 86      | 3月24日       | - 動いていないLINEグループを既読にできるか!?名シーン集                                                |                                                                                           | |           |
| 87 (SP) | 3月30日（日） | - ローリングクレイド何回回せるのかQ - 手四ミックスドバトル                                            | 森田哲矢（さらば青春の光） みちょぱ 森香澄                                                | せいや（霜降り明星） 井口浩之（ウエストランド） 伊藤俊介（オズワルド） 安藤なつ（メイプル超合金） 熊元プロレス（紅しょうが） 大西洋平（テレビ朝日アナウンサー） | [ 注 21 ] |
| 88      | 4月7日        | - 有吉ファミレスシリーズ! 懐かしの2005年テレビ欄穴埋めQ                                               | （全編ロケのためなし）                                                                    | 山里亮太（南海キャンディーズ） 近藤春菜（ハリセンボン） せいや（霜降り明星）                                                                                    |           |
| 89      | 4月14日       | - 有吉ファミレスシリーズ! 懐かしの2005年テレビ欄穴埋めQ                                               | （全編ロケのためなし）                                                                    | 山里亮太（南海キャンディーズ） 近藤春菜（ハリセンボン） せいや（霜降り明星）                                                                                    |           |
| 90      | 4月21日       | - 動いてないLINEグループを既読にできるか!?クイズ                                                      | 長谷川忍（シソンヌ） せいや（霜降り明星） 薄幸（納言） 本並健治 丸山桂里奈                | |           |
| 91      | 4月28日       | - 井口・伊藤・せいや!令和のジャッキーチェンクイズ                                                     | 長谷川忍（シソンヌ） ヒコロヒー みちょぱ                                                  | せいや（霜降り明星） 井口浩之（ウエストランド） 伊藤俊介（オズワルド）                                                                                          |           |
| 92      | 5月5日        | - 錦鯉・渡辺コレなら勝てる!AV業界クイズ第2弾                                                          | 渡辺隆（錦鯉） 長谷川忍（シソンヌ） アタック西本（ジェラードン） 藤田ニコル               | 三上悠亜 |           |
| 93      | 5月12日       | - 有吉のメタルゲーム第2弾                                                                             | 長谷川忍（シソンヌ） せいや（霜降り明星） みちょぱ                                        | 後藤輝基（フットボールアワー） |           |
| 94      | 5月19日       | - 誤爆LINEリカバリークイズ                                                                            | 板倉俊之（インパルス） 太田博久（ジャングルポケット） 向井慧（パンサー） イワクラ（蛙亭） | |           |
| 95      | 5月26日       | - 魁!!男塾チャレンジクイズ                                                                            | 柴田英嗣（アンタッチャブル） 朝日奈央 藤田ニコル                                          | 小宮浩信（三四郎） 芝大輔（モグライダー） 林田洋平（ザ・マミィ）                                                                                                |           |
| 96      | 6月3日        | - 芸人版リアル人生ゲームを作ろう！第3弾                                                               | （全編ロケのためなし）                                                                    | 田村淳（ロンドンブーツ1号2号） 渡辺江里子（阿佐ヶ谷姉妹） 横澤夏子                                                                                              |           |
| 97      | 6月10日       | - 芸人版リアル人生ゲームを作ろう！第3弾                                                               | （全編ロケのためなし）                                                                    | 田村淳（ロンドンブーツ1号2号） 渡辺江里子（阿佐ヶ谷姉妹） 横澤夏子                                                                                              |           |
| 98      | 6月17日       | - 動いていないLINEグループを既読に出来るか!?Ｑ                                                        | 小宮浩信（三四郎） ヒコロヒー せいや（霜降り明星） 森香澄                                 | |           |
| 99      | 6月24日       | - 「妻が寝たあとに」夫がこっそり◯◯をする!                                                             | 朝日奈央 せいや（霜降り明星） みちょぱ                                                    | 庄司智春（品川庄司） 小宮浩信（三四郎） アタック西本（ジェラードン）                                                                                            |           |
| 100     | 7月1日        | - 2021年の話題回有吉のプライベート密着Qから結婚前の㊙ロケをお届け!                                    | 濱家隆一（かまいたち） 福田麻貴（3時のヒロイン） 草薙航基（宮下草薙） みちょぱ            | |           |
| 101     | 7月8日        | - Mr.マリック×どぶろっく（秘）マジック - どぶろっくの新曲歌謡穴埋めクイズ                             | 長谷川忍（シソンヌ） せいや（霜降り明星） ゆうちゃみ ハシヤスメ・アツコ                   | Mr.マリック どぶろっく |           |
| 102     | 7月15日       | - 体力競技を催眠でサポートしますQ                                                                     | ヒコロヒー せいや（霜降り明星） ゆうちゃみ                                                | 井口浩之（ウエストランド） 和田まんじゅう・岸健之助（ネルソンズ） 十文字幻斎 吉野真治（テレビ朝日アナウンサー）                                                 |           |
| 103     | 7月22日       | - 動いていないLINEグループを既読に出来るかQ                                                           | 尾形貴弘（パンサー） ヒコロヒー せいや（霜降り明星） 蛙亭                                 | |           |
| 104     | 8月11日       | - 動いていないLINEグループを既読に出来るかQ                                                           | 尾形貴弘（パンサー） ヒコロヒー せいや（霜降り明星） 蛙亭                                 | |           |
| 104     | 8月11日       | - 有吉プライベート密着Q                                                                               | 長谷川忍（シソンヌ） せいや（霜降り明星） みちょぱ                                        | |           |
| 105     | 8月18日       | - 有吉プライベート密着Q                                                                               | 長谷川忍（シソンヌ） せいや（霜降り明星） みちょぱ                                        | 秋山寛貴（ハナコ） |           |
| 106     | 8月25日       | - プロの裏ワザ!グラビア業界Q                                                                          | 野田クリスタル（マヂカルラブリー） みなみかわ せいや（霜降り明星） みちょぱ               | 熊田曜子 えなこ |           |
| 107     | 9月1日        | - ChatGPTに有吉風アダ名を学習させたらQ                                                                | 小峠英二（バイきんぐ） 井口浩之（ウエストランド） せいや（霜降り明星） みちょぱ           | |           |
| 108     | 9月8日        | - 動いていないLINEグループ既読に出来るかQ                                                             | 矢口真里 長谷川忍（シソンヌ） ヒコロヒー せいや（霜降り明星）                             | |           |
| 109     | 9月15日       | - 返信ワードでビンゴを狙え!                                                                           | 矢口真里 長谷川忍（シソンヌ） ヒコロヒー せいや（霜降り明星）                             | |           |
| 110     | 9月22日       | - 10月から裏被りでさよならみちょぱクイズ                                                              | 藤田ニコル 伊藤俊介（オズワルド） せいや（霜降り明星） みちょぱ                           | Mr.マリック どぶろっく |           |
| 111     | 9月29日       | - 2005年テレビ欄穴埋めQ                                                                               | （全編口ケのためなし）                                                                    | 秋山竜次（ロバート） 春日俊彰（オードリー） ヒコロヒー |           |
| 112     | 10月6日       | - 2005年テレビ欄穴埋めQ                                                                               | （全編口ケのためなし）                                                                    | 秋山竜次（ロバート） 春日俊彰（オードリー） ヒコロヒー |           |
| 113     | 10月13日      | - ダイアン津田銀シャリ橋本でChatGPTクイズ                                                             | 津田篤宏（ダイアン） 橋本直（銀シャリ） せいや（霜降り明星） ヒコロヒー                   | |           |
| 114     | 10月20日      | - 今がチャンス!?どぶろっくの曲でカラオケバトル                                                        | 矢口真里 どぶろっく せいや（霜降り明星） 森香澄                                           | |           |
| 115     | 10月27日      | - 有吉の手相を島田秀平に見てもらったら何と答えるかQ                                                   | 橋本直（銀シャリ） ヒコロヒー せいや（霜降り明星） ゆうちゃみ                             | 島田秀平 |           |
| 116     | 11月3日       | - LINEの返信ワードでビンゴを狙え!                                                                     | 盛山晋太郎（見取り図） 井口浩之（ウエストランド） ヒコロヒー せいや（霜降り明星）         | |           |
| 117     | 11月10日      | - フットボールアワー後藤 すゑひろがりずでchatGPTクイズ                                                | 後藤輝基（フットボールアワー） すゑひろがりず ヒコロヒー せいや（霜降り明星）             | |           |
| 118     | 11月17日      | - ファミレスシリーズ〜顔を踏みたい有名人ランキングTOP5〜                                              | （全編口ケのためなし）                                                                    | 野田クリスタル（マヂカルラブリー） 中野周平（蛙亭） ガク（真空ジェシカ）                                                                                        |           |
| 119     | 11月24日      | - 今では見られないかまいたち濱家・霜降り明星せいや・ヒコロヒーの自宅潜入Q プレイバック                |                                                                                           | |           |
| 120     | 12月1日       | - 過酷3本勝負 肉体派トリオvsTravis Japan                                                              | 小峠英二（バイきんぐ） 朝日奈央 ヒコロヒー                                                | 吉澤閑也・松倉海斗・松田元太（Travis Japan） 井口浩之（ウエストランド） せいや（霜降り明星） 伊藤俊介（オズワルド）                                             |           |
| 121     | 12月15日      | - 遊び方がスマートと噂の 錦鯉・渡辺はキャバクラでどんな会話してるかQ                                  | 朝日奈央 せいや（霜降り明星） 伊藤俊介（オズワルド） ゆうちゃみ                           | 渡辺隆（錦鯉） |           |
| 122     | 12月22日      | - サムネで予想!2024配信再生数ワーストランキングQ                                                      | 小峠英二（バイきんぐ） みなみかわ せいや（霜降り明星） ゆうちゃみ                         | |           |

#### 2025年
| 回        | 放送日            | 放送内容                                                              | 解答者 | その他の出演者                                                       | 備考                         |
| --------- | ----------------- | --------------------------------------------------------------------- | --- | -------------------------------------------------------------------- | ---------------------------- |
| 123 (SP)  | 1月5日            | - 有吉とメダルゲーム Ｗジロウ編                                       | 近藤春菜（ハリセンボン） 長谷川忍（シソンヌ） せいや（霜降り明星）                                                                                                  | ハチミツ二郎（東京ダイナマイト） じろう（シソンヌ）                  | 新春拡大1時間SP。23:40〜0:40 |
| 124       | 1月12日           | - AV業界クイズ第3弾 女性向けAV編                                      | 赤羽健壱（サルゴリラ） 三上悠亜 藤田ニコル せいや（霜降り明星） きょん（コットン）                                                                                  | 東雲怜弥                                                             |                              |
| 125       | 1月19日           | - お猿が見てます!!サイレントクイズ                                    | 小峠英二（バイきんぐ） 井口浩之（ウエストランド） せいや（霜降り明星）                                                                                              | IKKO 渡辺江里子（阿佐ヶ谷姉妹） キンタロー。                         |                              |
| 126       | 1月26日           | - 芸能人版人生ゲームを作ろう                                          | （全編ロケのためなし） | 太田光代社長 若槻千夏 井口浩之（ウエストランド）                     |                              |
| 127       | 2月2日            | - 芸能人版人生ゲームを作ろう                                          | （全編ロケのためなし） | 太田光代社長 若槻千夏 井口浩之（ウエストランド）                     |                              |
| 128       | 2月9日            | - 動いてないLINEグループ既読に出来るかQ                               | ヒコロヒー ナダル（コロコロチキチキペッパーズ） せいや（霜降り明星） 三上悠亜                                                                                       |                                                                      |                              |
| 129       | 2月16日           | - 進化がスゴいAIレシピU字工事でも上手く作れるかQ                      | 井口浩之（ウエストランド） ヒコロヒー せいや（霜降り明星） | U字工事 森香澄                                                       |                              |
| 130       | 2月23日           | - 街中クイズ 渋谷編                                                   | 渡辺隆（錦鯉） ヒコロヒー せいや（霜降り明星） 森香澄 | しみけん 矢野了平                                                    |                              |
| 131       | 3月2日            | - 街中クイズ 渋谷編                                                   | 渡辺隆（錦鯉） ヒコロヒー せいや（霜降り明星） 森香澄 | しみけん 矢野了平                                                    |                              |
| 132       | 3月9日            | - 野田クリスタル持ち込み ビキニの女王と筋肉業界の裏側Q                | 朝日奈央 井口浩之（ウエストランド） せいや（霜降り明星） 森香澄 | 野田クリスタル（マヂカルラブリー） 安井友梨                          |                              |
| 133       | 3月16日           | - ヒコロヒーが漁師町のスナックでママになったら結構モテるんじゃないかQ | 橋本直（銀シャリ） ヒコロヒー せいや（霜降り明星） |                                                                      |                              |
| 134       | 3月23日           | - ジャンポケ&森香澄は2025年どうすべきか?Q                             | 橋本直（銀シャリ） 太田博久・おたけ（ジャングルポケット） せいや（霜降り明星） 森香澄                                                                               |                                                                      |                              |
| 135       | 3月30日           | - 島田秀平の手相を予想Q - ハチミツ二郎と電動車椅子さんぽ              | 橋本直（銀シャリ） 太田博久・おたけ（ジャングルポケット） ヒコロヒー せいや（霜降り明星） 森香澄                                                                    | ハチミツ二郎（東京ダイナマイト） 島田秀平                            |                              |
| 136       | 4月6日            | - ハチミツ二郎が行く!!電動車椅子さんぽ                                | 太田博久（ジャングルポケット） ヒコロヒー せいや（霜降り明星） | ハチミツ二郎（東京ダイナマイト） 関太（タイムマシーン3号）           |                              |
| 137       | 4月13日           | - 匿名だから答えるQ                                                   | 矢口真里 奥田修二（ガクテンソク） 井口浩之（ウエストランド） 三上悠亜 藤田ニコル ヒコロヒー せいや（霜降り明星） 新山（さや香） 熊元プロレス（紅しょうが）          |                                                                      |                              |
| 138       | 4月20日           | - 昭和のおもちゃ失敗したら栗落下Q                                     | 小杉竜一（ブラックマヨネーズ） ヒコロヒー せいや（霜降り明星） 新山（さや香）                                                                                       |                                                                      |                              |
| 139       | 4月27日           | - 雑学が止まらない旅in新宿                                            | 山崎弘也（アンタッチャブル） ヒコロヒー せいや（霜降り明星） | しみけん 矢野了平                                                    |                              |
| 140       | 5月4日            | - 雑学が止まらない旅in新宿                                            | 山崎弘也（アンタッチャブル） ヒコロヒー せいや（霜降り明星） | しみけん 矢野了平                                                    |                              |
| 141       | 5月11日           | - 匿名だったら答えます芸能人グループLINEビンゴ                        | 河井ゆずる（アインシュタイン） みなみかわ 柏木由紀 朝日奈央 東ブクロ（さらば青春の光） せいや（霜降り明星） 薄幸（納言） えなこ ゆうちゃみ                          |                                                                      |                              |
| 142       | 5月18日           | - 匿名だったら答えます芸能人グループLINEビンゴ                        | 河井ゆずる（アインシュタイン） みなみかわ 柏木由紀 朝日奈央 東ブクロ（さらば青春の光） せいや（霜降り明星） 薄幸（納言） えなこ ゆうちゃみ                          |                                                                      |                              |
| 143       | 5月25日           | - 有吉と行くメモドライブ                                              | 河井ゆずる（アインシュタイン） ヒコロヒー せいや（霜降り明星） | 小宮浩信（三四郎） 兎（ロングコートダディ） 水川かたまり（空気階段） |                              |
| 144       | 6月1日            | - 有吉と行くメモドライブ                                              | 河井ゆずる（アインシュタイン） ヒコロヒー せいや（霜降り明星） | 小宮浩信（三四郎） 兎（ロングコートダディ） 水川かたまり（空気階段） |                              |
| 145       | 6月8日            | - 2000年のテレビ欄穴埋めQ                                             | 井森美幸 山崎弘也（アンタッチャブル） 秋山寛貴（ハナコ） 信子（ぱーてぃーちゃん）                                                                                   |                                                                      |                              |
| 146       | 6月15日           | - 2000年のテレビ欄穴埋めQ                                             | 井森美幸 山崎弘也（アンタッチャブル） 秋山寛貴（ハナコ） 信子（ぱーてぃーちゃん）                                                                                   |                                                                      |                              |
| 147       | 6月22日           | - チョコプラ長田・見取り図・錦鯉渡辺がどうしてもやりたかったQ         | 益子卓郎（U字工事） 長谷川忍（シソンヌ） 長田庄平（チョコレートプラネット） みちょぱ 見取り図 渡辺隆（錦鯉） 太田博久（ジャングルポケット） ヒコロヒー 朝日奈央     |                                                                      |                              |
| 148（SP） | 6月28日（土曜日） | - 有吉の知の巨人 雑学が止まらない旅 銀座&築地編                       | バカリズム ヒコロヒー せいや（霜降り明星） 宮崎美子 石原良純 川島如恵留（Travis Japan）                                                                             | しみけん 矢野了平 喜多あおい 滝島一統 関太（タイムマシーン3号）      | 13:30から14:35まで放送       |
| 149       | 6月29日           | - 有吉の知の巨人 雑学が止まらない旅 銀座&築地編延長戦                 | バカリズム ヒコロヒー せいや（霜降り明星） 宮崎美子 石原良純 川島如恵留（Travis Japan）                                                                             | しみけん 矢野了平 喜多あおい 滝島一統 関太（タイムマシーン3号）      |                              |
| 150       | 7月6日            | - 有吉とメモドライブ                                                  | 奥田修二（ガクテンソク） ヒコロヒー せいや（霜降り明星） ゆうちゃみ                                                                                                 | 水田信二 中谷（マユリカ） 草薙航基（宮下草薙）                       |                              |
| 151       | 7月13日           | - 有吉とメモドライブ                                                  | 奥田修二（ガクテンソク） ヒコロヒー せいや（霜降り明星） ゆうちゃみ                                                                                                 | 水田信二 中谷（マユリカ） 草薙航基（宮下草薙）                       |                              |
| 152       | 7月20日           | - 有吉とメモドライブ                                                  | 奥田修二（ガクテンソク） ヒコロヒー せいや（霜降り明星） ゆうちゃみ                                                                                                 | 水田信二 中谷（マユリカ） 草薙航基（宮下草薙）                       |                              |
| 153       | 8月10日           | - 匿名だったら答えます芸能人グループLINEビンゴ                        | 森香澄 リリー（見取り図） エース（バッテリィズ） 加納（Aマッソ） 重盛さと美 せいや（霜降り明星） ナダル（コロコロチキチキペッパーズ） ハシヤスメ・アツコ ヒコロヒー |                                                                      |                              |
| 154       | 8月17日           | - 匿名だったら答えます芸能人グループLINEビンゴ                        | 森香澄 リリー（見取り図） エース（バッテリィズ） 加納（Aマッソ） 重盛さと美 せいや（霜降り明星） ナダル（コロコロチキチキペッパーズ） ハシヤスメ・アツコ ヒコロヒー |                                                                      |                              |

## 主なクイズ

### 現在
プライベート密着クイズ
有吉・ゲスト解答者のプライベートに密着し、どこへ行き何をしようとしているのか予想するクイズ。
特番時代の有吉のロケは、本来なら番組の企画で行うような大掛かりな内容や刺激的な内容が多かった。レギュラー放送での有吉のロケでは、今気になる人に会いに行くロケなども行われている。
また、レギュラー化以降はこのプライベート密着から派生した企画として、飲食店を取材する『有吉とメシ』、番組の構成作家である矢野了平、クイズマニアであるしみけんとの『有吉と知の巨人〜雑学が止まらない旅〜』、有吉がゲストとメダルゲームをしながらお互いの人生などを語り合う『有吉とメダルゲーム』などがある。
ファミレスシリーズ
有吉と複数名の芸人がファミリーレストランにて行う企画。それぞれの実体験を基にオリジナル人生ゲームを作成する企画や、数年前のテレビ欄を埋めるクイズなどがある。
体力競技シリーズ
芸人たちがスタジオで体を張る企画に挑戦し、その結果を有吉含む解答者たちが予想。コンセプトは「令和のジャッキーチェンを目指せ!」「魁!!男塾チャレンジＱ」など放送回ごとに変わる。
動いていないLINEグループを既読にできるか!?クイズ
ターゲットが加入している最近動いていないLINEのグループに、送ったら反応がありそうなメッセージをターゲット以外のメンバーが本人に成りすまして送信。送信後から3分以内に既読表示が付いた場合、ターゲット以外のメンバーが賞金1000円を獲得。既読が付かなかった場合は送信取消が可能。既読がついてしまった場合、そこからは「あとはご自由に」とフリータイムとなり、メンバーが自由にメッセージを送信できる。
ちなみに過去にも、特番時代に行われていた『クイズ 誰のスマホ?』内で、有吉が無断でLINEのトークにメッセージを送るという悪ふざけを行っていた。
また、派生企画としてこの他にも、誤爆した体でメッセージを送り、言葉巧みにやり取りを続けてリカバリーする「誤爆LINEリカバリーQ」、ターゲットが加入しているグループのメンバーから指定された9つのワードを引き出す「LINEの返信ワードでビンゴを狙え！」、番組が用意したスマホと匿名のアカウントで有吉とゲストがLINEグループを作成し、誰も身元がわからない状態で「YES」か「NO」の二択で答えられる際どい質問を行い、YESの回答数でビンゴを完成させる「匿名だから答えますQ」がある。

### 過去
この芸能人は誰?クイズ
プライベートでの変装・歌舞伎メイク・デスメタル風メイクなど素顔を隠した芸能人を当てるクイズ。
どぶろっく新曲歌詞当てクイズ
どぶろっく扮する馬並春夫（江口）と竿山（森）によるオリジナル曲『イチモツ音頭』シリーズの歌詞の一節を予想するクイズ。歌詞は決まって卑猥な表現がなされている。
誰がやる？オッズチャレンジ
解答者の中からクイズに正解すると思う1人に持ち点を賭け、得点を増やしていくクイズ。TBSの『クイズダービー』からインスパイアされた。
解答者にはそれぞれオッズが設定され、成功すると賭けた点数×オッズを獲得でき、失敗した場合は賭けた点数を没収される。
最終問題は全員のオッズが倍になり、全BETで逆転することも可能。
クイズの問題はどれもプレッシャーが掛かるチャレンジとなっている。
なお、最終的に獲得したポイントは1点=1円として交換できる。
持ち上げクイズ
野田クリスタル（マヂカルラブリー）持ち込みクイズ。
重そうなものを持ち上げられるのかを予想。第1回と第2回は野田がロケを行い、スタジオメンバーが持ち上げられるかどうかを予想。
第3回からはオッズチャレンジの方式を採用。力自慢の芸能人から持ち上げられそうな1人に持ち点を賭けるクイズとなった。

## ネット局

### 火曜未明（月曜深夜）時代
| 放送対象地域 | 放送局                   | 系列           | 放送日時                     | 放送開始日                 | ネット状況 | 備考          |
| ------------ | ------------------------ | -------------- | ---------------------------- | -------------------------- | ---------- | ------------- |
| 関東広域圏   | テレビ朝日（EX）         | テレビ朝日系列 | 火曜 0:15 - 0:45（月曜深夜） | 2021年10月5日（4日深夜）   | 制作局     |               |
| 青森県       | 青森朝日放送（ABA）      | テレビ朝日系列 | 火曜 0:15 - 0:45（月曜深夜） | 2021年10月5日（4日深夜）   | 同時ネット | [ 注 24 ]     |
| 岩手県       | 岩手朝日テレビ（IAT）    | テレビ朝日系列 | 火曜 0:15 - 0:45（月曜深夜） | 2021年10月5日（4日深夜）   | 同時ネット |               |
| 秋田県       | 秋田朝日放送（AAB）      | テレビ朝日系列 | 火曜 0:15 - 0:45（月曜深夜） | 2021年10月5日（4日深夜）   | 同時ネット |               |
| 山形県       | 山形テレビ（YTS）        | テレビ朝日系列 | 火曜 0:15 - 0:45（月曜深夜） | 2021年10月5日（4日深夜）   | 同時ネット |               |
| 福島県       | 福島放送（KFB）          | テレビ朝日系列 | 火曜 0:15 - 0:45（月曜深夜） | 2021年10月5日（4日深夜）   | 同時ネット |               |
| 新潟県       | 新潟テレビ21（UX）       | テレビ朝日系列 | 火曜 0:15 - 0:45（月曜深夜） | 2021年10月5日（4日深夜）   | 同時ネット |               |
| 長野県       | 長野朝日放送（abn）      | テレビ朝日系列 | 火曜 0:15 - 0:45（月曜深夜） | 2021年10月5日（4日深夜）   | 同時ネット |               |
| 静岡県       | 静岡朝日テレビ（SATV）   | テレビ朝日系列 | 火曜 0:15 - 0:45（月曜深夜） | 2021年10月5日（4日深夜）   | 同時ネット |               |
| 山口県       | 山口朝日放送（yab）      | テレビ朝日系列 | 火曜 0:15 - 0:45（月曜深夜） | 2021年10月5日（4日深夜）   | 同時ネット |               |
| 福岡県       | 九州朝日放送（KBC）      | テレビ朝日系列 | 火曜 0:15 - 0:45（月曜深夜） | 2021年10月5日（4日深夜）   | 同時ネット |               |
| 熊本県       | 熊本朝日放送（KAB）      | テレビ朝日系列 | 火曜 0:15 - 0:45（月曜深夜） | 2021年10月5日（4日深夜）   | 同時ネット |               |
| 鹿児島県     | 鹿児島放送（KKB）        | テレビ朝日系列 | 火曜 0:15 - 0:45（月曜深夜） | 2021年10月5日（4日深夜）   | 同時ネット |               |
| 沖縄県       | 琉球朝日放送（QAB）      | テレビ朝日系列 | 火曜 0:15 - 0:45（月曜深夜） | 2021年10月5日（4日深夜）   | 同時ネット |               |
| 北海道       | 北海道テレビ（HTB）      | テレビ朝日系列 | 火曜 0:15 - 0:45（月曜深夜） | 2021年11月9日（8日深夜）   | 同時ネット | [ 14 ] [ 15 ] |
| 広島県       | 広島ホームテレビ（HOME） | テレビ朝日系列 | 水曜 0:20 - 0:50（火曜深夜） | 2021年10月13日（12日深夜） | 遅れネット | [ 16 ]        |
| 長崎県       | 長崎文化放送（ncc）      | テレビ朝日系列 | 金曜 0:45 - 1:18（木曜深夜） | 2021年10月15日（14日深夜） | 遅れネット | [ 16 ]        |
| 大分県       | 大分朝日放送（OAB）      | テレビ朝日系列 | 日曜 11:00 - 11:30           | 2021年10月17日             | 遅れネット | [ 16 ]        |
| 石川県       | 北陸朝日放送（HAB）      | テレビ朝日系列 | 火曜 0:20 - 0:53（月曜深夜） | 2021年10月19日（18日深夜） | 遅れネット | [ 14 ]        |
| 近畿広域圏   | 朝日放送テレビ（ABC TV） | テレビ朝日系列 | 日曜 0:05 - 0:35（土曜深夜） | 2021年10月24日（23日深夜） | 遅れネット | [ 14 ]        |
| 愛媛県       | 愛媛朝日テレビ（eat）    | テレビ朝日系列 | 日曜 0:05 - 0:35（土曜深夜） | 2021年10月24日（23日深夜） | 遅れネット | [ 16 ]        |
| 宮城県       | 東日本放送（khb）        | テレビ朝日系列 | 火曜 0:20 - 0:50（月曜深夜） | 2021年10月26日（25日深夜） | 遅れネット | [ 14 ]        |

#### 単発放送
| 放送対象地域   | 放送局                       | 系列           | 放送日時                                    | 備考                    |
| -------------- | ---------------------------- | -------------- | ------------------------------------------- | ----------------------- |
| 中京広域圏     | 名古屋テレビ（メ〜テレ/NBN） | テレビ朝日系列 | 2021年10月23日（土）11:00 - 11:30           | 第1回を左記時間に放送。 |
| 中京広域圏     | 名古屋テレビ（メ〜テレ/NBN） | テレビ朝日系列 | 2021年11月6日（土）11:00 - 11:30            | 第2回を左記時間に放送。 |
| 中京広域圏     | 名古屋テレビ（メ〜テレ/NBN） | テレビ朝日系列 | 2021年12月8日（水）0:15 - 0:48（7日深夜）   | 第3回を左記時間に放送。 |
| 中京広域圏     | 名古屋テレビ（メ〜テレ/NBN） | テレビ朝日系列 | 2021年12月31日（金）0:55 - 1:26（30日深夜） | 第4回を左記時間に放送。 |
| 鳥取県・島根県 | 山陰放送（BSS）              | TBS系列        | 2021年12月13日（月）1:05 - 1:35（12日深夜） | 第5回を左記時間に放送。 |
| 香川県・岡山県 | 瀬戸内海放送（KSB）          | テレビ朝日系列 | 2021年12月31日（金）1:20 - 1:50（30日深夜） | 第1回を左記時間に放送。 |

### 火曜スーパーバラバラ大作戦時代
| 放送対象地域   | 放送局                       | 系列           | 放送日時                     | 遅れ          |
| -------------- | ---------------------------- | -------------- | ---------------------------- | ------------- |
| 関東広域圏     | テレビ朝日（EX）             | テレビ朝日系列 | 火曜 23:45 - 翌0:15          | 制作局        |
| 北海道         | 北海道テレビ（HTB）          | テレビ朝日系列 | 火曜 23:45 - 翌0:15          | 同時ネット    |
| 青森県         | 青森朝日放送（ABA）          | テレビ朝日系列 | 火曜 23:45 - 翌0:15          | 同時ネット    |
| 岩手県         | 岩手朝日テレビ（IAT）        | テレビ朝日系列 | 火曜 23:45 - 翌0:15          | 同時ネット    |
| 宮城県         | 東日本放送（khb）            | テレビ朝日系列 | 火曜 23:45 - 翌0:15          | 同時ネット    |
| 秋田県         | 秋田朝日放送（AAB）          | テレビ朝日系列 | 火曜 23:45 - 翌0:15          | 同時ネット    |
| 山形県         | 山形テレビ（YTS）            | テレビ朝日系列 | 火曜 23:45 - 翌0:15          | 同時ネット    |
| 福島県         | 福島放送（KFB）              | テレビ朝日系列 | 火曜 23:45 - 翌0:15          | 同時ネット    |
| 長野県         | 長野朝日放送（abn）          | テレビ朝日系列 | 火曜 23:45 - 翌0:15          | 同時ネット    |
| 新潟県         | 新潟テレビ21（UX）           | テレビ朝日系列 | 火曜 23:45 - 翌0:15          | 同時ネット    |
| 静岡県         | 静岡朝日テレビ（SATV）       | テレビ朝日系列 | 火曜 23:45 - 翌0:15          | 同時ネット    |
| 石川県         | 北陸朝日放送（HAB）          | テレビ朝日系列 | 火曜 23:45 - 翌0:15          | 同時ネット    |
| 中京広域圏     | 名古屋テレビ（メ〜テレ/NBN） | テレビ朝日系列 | 火曜 23:45 - 翌0:15          | 同時ネット    |
| 広島県         | 広島ホームテレビ（HOME）     | テレビ朝日系列 | 火曜 23:45 - 翌0:15          | 同時ネット    |
| 山口県         | 山口朝日放送（yab）          | テレビ朝日系列 | 火曜 23:45 - 翌0:15          | 同時ネット    |
| 香川県・岡山県 | 瀬戸内海放送（KSB）          | テレビ朝日系列 | 火曜 23:45 - 翌0:15          | 同時ネット    |
| 愛媛県         | 愛媛朝日テレビ（eat）        | テレビ朝日系列 | 火曜 23:45 - 翌0:15          | 同時ネット    |
| 福岡県         | 九州朝日放送（KBC）          | テレビ朝日系列 | 火曜 23:45 - 翌0:15          | 同時ネット    |
| 長崎県         | 長崎文化放送（ncc）          | テレビ朝日系列 | 火曜 23:45 - 翌0:15          | 同時ネット    |
| 熊本県         | 熊本朝日放送（KAB）          | テレビ朝日系列 | 火曜 23:45 - 翌0:15          | 同時ネット    |
| 大分県         | 大分朝日放送（OAB）          | テレビ朝日系列 | 火曜 23:45 - 翌0:15          | 同時ネット    |
| 鹿児島県       | 鹿児島放送（KKB）            | テレビ朝日系列 | 火曜 23:45 - 翌0:15          | 同時ネット    |
| 沖縄県         | 琉球朝日放送（QAB）          | テレビ朝日系列 | 火曜 23:45 - 翌0:15          | 同時ネット    |
| 近畿広域圏     | 朝日放送テレビ（ABC TV）     | テレビ朝日系列 | 水曜 1:02 - 1:32（火曜深夜） | 1時間17分遅れ |

### 火曜ゴールデン時代
| 放送対象地域   | 放送局                       | 系列           | 放送日時                     | ネット状況 |
| -------------- | ---------------------------- | -------------- | ---------------------------- | ---------- |
| 関東広域圏     | テレビ朝日（EX）             | テレビ朝日系列 | 火曜 20:00 - 20:54           | 制作局     |
| 北海道         | 北海道テレビ（HTB）          | テレビ朝日系列 | 火曜 20:00 - 20:54           | 同時ネット |
| 青森県         | 青森朝日放送（ABA）          | テレビ朝日系列 | 火曜 20:00 - 20:54           | 同時ネット |
| 岩手県         | 岩手朝日テレビ（IAT）        | テレビ朝日系列 | 火曜 20:00 - 20:54           | 同時ネット |
| 宮城県         | 東日本放送（khb）            | テレビ朝日系列 | 火曜 20:00 - 20:54           | 同時ネット |
| 秋田県         | 秋田朝日放送（AAB）          | テレビ朝日系列 | 火曜 20:00 - 20:54           | 同時ネット |
| 山形県         | 山形テレビ（YTS）            | テレビ朝日系列 | 火曜 20:00 - 20:54           | 同時ネット |
| 福島県         | 福島放送（KFB）              | テレビ朝日系列 | 火曜 20:00 - 20:54           | 同時ネット |
| 新潟県         | 新潟テレビ21（UX）           | テレビ朝日系列 | 火曜 20:00 - 20:54           | 同時ネット |
| 長野県         | 長野朝日放送（abn）          | テレビ朝日系列 | 火曜 20:00 - 20:54           | 同時ネット |
| 静岡県         | 静岡朝日テレビ（SATV）       | テレビ朝日系列 | 火曜 20:00 - 20:54           | 同時ネット |
| 石川県         | 北陸朝日放送（HAB）          | テレビ朝日系列 | 火曜 20:00 - 20:54           | 同時ネット |
| 中京広域圏     | 名古屋テレビ（メ〜テレ/NBN） | テレビ朝日系列 | 火曜 20:00 - 20:54           | 同時ネット |
| 近畿広域圏     | 朝日放送テレビ（ABC TV）     | テレビ朝日系列 | 火曜 20:00 - 20:54           | 同時ネット |
| 広島県         | 広島ホームテレビ（HOME）     | テレビ朝日系列 | 火曜 20:00 - 20:54           | 同時ネット |
| 山口県         | 山口朝日放送（yab）          | テレビ朝日系列 | 火曜 20:00 - 20:54           | 同時ネット |
| 香川県・岡山県 | 瀬戸内海放送（KSB）          | テレビ朝日系列 | 火曜 20:00 - 20:54           | 同時ネット |
| 愛媛県         | 愛媛朝日テレビ（eat）        | テレビ朝日系列 | 火曜 20:00 - 20:54           | 同時ネット |
| 福岡県         | 九州朝日放送（KBC）          | テレビ朝日系列 | 火曜 20:00 - 20:54           | 同時ネット |
| 長崎県         | 長崎文化放送（ncc）          | テレビ朝日系列 | 火曜 20:00 - 20:54           | 同時ネット |
| 熊本県         | 熊本朝日放送（KAB）          | テレビ朝日系列 | 火曜 20:00 - 20:54           | 同時ネット |
| 大分県         | 大分朝日放送（OAB）          | テレビ朝日系列 | 火曜 20:00 - 20:54           | 同時ネット |
| 鹿児島県       | 鹿児島放送（KKB）            | テレビ朝日系列 | 火曜 20:00 - 20:54           | 同時ネット |
| 沖縄県         | 琉球朝日放送（QAB）          | テレビ朝日系列 | 火曜 20:00 - 20:54           | 同時ネット |
| 鳥取県・島根県 | 山陰放送（BSS）              | TBS系列        | 木曜 1:00 - 1:55（水曜深夜） | 遅れネット |

### 日曜深夜時代
| 放送対象地域   | 放送局                       | 系列           | 放送日時                     | 放送開始日                 | ネット状況                      | 備考                |
| -------------- | ---------------------------- | -------------- | ---------------------------- | -------------------------- | ------------------------------- | ------------------- |
| 関東広域圏     | テレビ朝日（EX）             | テレビ朝日系列 | 月曜（日曜深夜） 0:25 - 0:55 | 2023年10月1日              | 制作局                          |                     |
| 岩手県         | 岩手朝日テレビ（IAT）        | テレビ朝日系列 | 月曜（日曜深夜） 0:25 - 0:55 | 2023年10月1日              | 同時ネット                      |                     |
| 秋田県         | 秋田朝日放送（AAB）          | テレビ朝日系列 | 月曜（日曜深夜） 0:25 - 0:55 | 2023年10月1日              | 同時ネット                      |                     |
| 山形県         | 山形テレビ（YTS）            | テレビ朝日系列 | 月曜（日曜深夜） 0:25 - 0:55 | 2023年10月1日              | 同時ネット                      |                     |
| 熊本県         | 熊本朝日放送（KAB）          | テレビ朝日系列 | 月曜（日曜深夜） 0:25 - 0:55 | 2023年10月1日              | 同時ネット                      |                     |
| 宮城県         | 東日本放送（khb）            | テレビ朝日系列 | 月曜（日曜深夜） 0:25 - 0:55 | 2023年10月2日（1日深夜）   | 同時ネット 移動後初回は30分遅れ |                     |
| 福岡県         | 九州朝日放送（KBC）          | テレビ朝日系列 | 月曜（日曜深夜） 0:25 - 0:55 | 2023年10月2日（1日深夜）   | 同時ネット 移動後初回は30分遅れ |                     |
| 新潟県         | 新潟テレビ21（UX）           | テレビ朝日系列 | 日曜（土曜深夜） 0:00 - 0:30 | 2023年10月1日              | 遅れネット                      | [ 注 29 ]           |
| 大分県         | 大分朝日放送（OAB）          | テレビ朝日系列 | 火曜（月曜深夜） 0:15 - 0:45 | 2023年10月17日（16日深夜） | 遅れネット                      |                     |
| 北海道         | 北海道テレビ（HTB）          | テレビ朝日系列 | 土曜（金曜深夜） 0:15 - 0:45 | 2023年10月21日（20日深夜） | 遅れネット                      | [ 注 30 ]           |
| 静岡県         | 静岡朝日テレビ（SATV）       | テレビ朝日系列 | 日曜（土曜深夜） 0:00 - 0:30 | 2023年10月22日（21日深夜） | 遅れネット                      |                     |
| 長崎県         | 長崎文化放送（ncc）          | テレビ朝日系列 | 日曜（土曜深夜） 0:55 - 1:25 | 2023年10月22日（21日深夜） | 遅れネット                      | [ 注 31 ]           |
| 香川県・岡山県 | 瀬戸内海放送（KSB）          | テレビ朝日系列 | 火曜（月曜深夜） 0:20 - 0:50 | 2023年10月24日（23日深夜） | 遅れネット                      | [ 注 31 ]           |
| 愛媛県         | 愛媛朝日テレビ（eat）        | テレビ朝日系列 | 土曜（金曜深夜） 1:20 - 1:50 | 2023年10月28日（27日深夜） | 遅れネット                      | [ 注 31 ]           |
| 広島県         | 広島ホームテレビ（HOME）     | テレビ朝日系列 | 日曜（土曜深夜） 0:00 - 0:30 | 2023年10月29日（28日深夜） | 遅れネット                      | [ 注 31 ]           |
| 石川県         | 北陸朝日放送（HAB）          | テレビ朝日系列 | 日曜 23:55 - 翌 0:25         | 2023年10月29日             | 遅れネット                      | [ 注 31 ]           |
| 中京広域圏     | 名古屋テレビ（メ～テレ/NBN） | テレビ朝日系列 | 火曜（月曜深夜） 0:20 - 0:52 | 2023年10月31日（30日深夜） | 遅れネット                      | [ 注 31 ]           |
| 福島県         | 福島放送（KFB）              | テレビ朝日系列 | 土曜（金曜深夜） 0:15 - 0:45 | 2023年11月4日（3日深夜）   | 遅れネット                      | [ 注 32 ]           |
| 山口県         | 山口朝日放送（yab）          | テレビ朝日系列 | 金曜（木曜深夜） 0:45 - 1:15 | 2023年11月3日（2日深夜）   | 遅れネット                      | [ 注 31 ]           |
| 青森県         | 青森朝日放送（ABA）          | テレビ朝日系列 | 土曜（金曜深夜） 0:15 - 0:45 | 2023年11月4日（3日深夜）   | 遅れネット                      | [ 注 31 ]           |
| 近畿広域圏     | 朝日放送テレビ（ABC TV）     | テレビ朝日系列 | 月曜（日曜深夜） 0:25 - 0:55 | 2023年11月13日（12日深夜） | 遅れネット                      | [ 注 31 ] [ 注 33 ] |

### パイロット版

#### 第1弾
| 放送対象地域   | 放送局                       | 系列           | 放送日時                                                                                | ネット状況 | 備考      |
| -------------- | ---------------------------- | -------------- | --------------------------------------------------------------------------------------- | ---------- | --------- |
| 関東広域圏     | テレビ朝日（EX）             | テレビ朝日系列 | 2020年1月9日（木）2:35 - 3:05（8日深夜） 2020年1月16日（木）2:31 - 3:01（15日深夜）     | 制作局     | 制作局    |
| 中京広域圏     | 名古屋テレビ（メ～テレ/NBN） | テレビ朝日系列 | 2020年1月29日（水）1:26 - 1:58（28日深夜） 2020年2月5日（水）1:23 - 1:55（4日深夜）     | 遅れネット |           |
| 石川県         | 北陸朝日放送（HAB）          | テレビ朝日系列 | 2020年2月4日（火）0:20 - 0:53（3日深夜） 2020年2月5日（水）1:30 - 2:00（4日深夜）       | 遅れネット |           |
| 近畿広域圏     | 朝日放送テレビ（ABC TV）     | テレビ朝日系列 | 2020年2月15日（土）1:59 - 3:01（14日深夜）                                              | 遅れネット | [ 注 34 ] |
| 青森県         | 青森朝日放送（ABA）          | テレビ朝日系列 | 2020年2月22日（土）16:00 - 16:30 2020年3月6日（金）0:45 - 1:15（5日深夜）               | 遅れネット |           |
| 熊本県         | 熊本朝日放送（KAB）          | テレビ朝日系列 | 2020年2月25日（火）0:50 - 1:20（24日深夜） 2020年2月26日（水）0:50 - 1:20（25日深夜）   | 遅れネット |           |
| 秋田県         | 秋田朝日放送（AAB）          | テレビ朝日系列 | 2020年2月27日（木）0:15 - 0:45（26日深夜） 2020年3月24日（火）0:15 - 0:45（23日深夜）   | 遅れネット |           |
| 宮城県         | 東日本放送（KHB）            | テレビ朝日系列 | 2020年3月10日（火）0:20 - 0:50（9日深夜） 2020年3月17日（火）0:20 - 0:50（16日深夜）    | 遅れネット |           |
| 福岡県         | 九州朝日放送（KBC）          | テレビ朝日系列 | 2020年3月13日（金）0:50 - 1:20（12日深夜） 2020年3月24日（火）0:50 - 1:20（23日深夜）   | 遅れネット |           |
| 鹿児島県       | 鹿児島放送（KKB）            | テレビ朝日系列 | 2020年3月18日（水）0:50 - 1:50（17日深夜）                                              | 遅れネット | [ 注 34 ] |
| 鳥取県・島根県 | 山陰放送（BSS）              | TBS系列        | 2020年3月28日（土）2:25 - 2:55（27日深夜） 2020年4月4日（土）2:25 - 2:55（3日深夜）     | 遅れネット |           |
| 長崎県         | 長崎文化放送（ncc）          | テレビ朝日系列 | 2020年4月9日（木）1:00 - 1:33（8日深夜） 2020年4月16日（木）0:45 - 1:18（15日深夜）     | 遅れネット |           |
| 岩手県         | 岩手朝日テレビ（IAT）        | テレビ朝日系列 | 2020年4月15日（水）1:20 - 1:50（14日深夜） 2020年4月22日（水）1:20 - 1:50（21日深夜）   | 遅れネット |           |
| 沖縄県         | 琉球朝日放送（QAB）          | テレビ朝日系列 | 2020年5月26日（火）0:15 - 0:45（25日深夜） 2020年5月27日（水）0:15 - 0:45（26日深夜）   | 遅れネット |           |
| 山口県         | 山口朝日放送（yab）          | テレビ朝日系列 | 2020年5月27日（水）0:15 - 0:45（26日深夜） 2020年7月1日（水）0:45 - 1:15（6月30日深夜） | 遅れネット |           |
| 大分県         | 大分朝日放送（OAB）          | テレビ朝日系列 | 2020年7月8日（水）0:50 - 1:20（7日深夜） 2020年7月9日（木）0:50 - 1:20（8日深夜）       | 遅れネット |           |

#### 第2弾
| 放送対象地域   | 放送局                       | 系列           | 放送日時                                    | ネット状況 |
| -------------- | ---------------------------- | -------------- | ------------------------------------------- | ---------- |
| 関東広域圏     | テレビ朝日（EX）             | テレビ朝日系列 | 2020年4月16日（木）23:15 - 翌0:15           | 制作局     |
| 北海道         | 北海道テレビ（HTB）          | テレビ朝日系列 | 2020年4月16日（木）23:15 - 翌0:15           | 同時ネット |
| 青森県         | 青森朝日放送（ABA）          | テレビ朝日系列 | 2020年4月16日（木）23:15 - 翌0:15           | 同時ネット |
| 岩手県         | 岩手朝日テレビ（IAT）        | テレビ朝日系列 | 2020年4月16日（木）23:15 - 翌0:15           | 同時ネット |
| 宮城県         | 東日本放送（KHB）            | テレビ朝日系列 | 2020年4月16日（木）23:15 - 翌0:15           | 同時ネット |
| 秋田県         | 秋田朝日放送（AAB）          | テレビ朝日系列 | 2020年4月16日（木）23:15 - 翌0:15           | 同時ネット |
| 山形県         | 山形テレビ（YTS）            | テレビ朝日系列 | 2020年4月16日（木）23:15 - 翌0:15           | 同時ネット |
| 福島県         | 福島放送（KFB）              | テレビ朝日系列 | 2020年4月16日（木）23:15 - 翌0:15           | 同時ネット |
| 新潟県         | 新潟テレビ21（UX）           | テレビ朝日系列 | 2020年4月16日（木）23:15 - 翌0:15           | 同時ネット |
| 長野県         | 長野朝日放送（abn）          | テレビ朝日系列 | 2020年4月16日（木）23:15 - 翌0:15           | 同時ネット |
| 石川県         | 北陸朝日放送（HAB）          | テレビ朝日系列 | 2020年4月16日（木）23:15 - 翌0:15           | 同時ネット |
| 静岡県         | 静岡朝日テレビ（SATV）       | テレビ朝日系列 | 2020年4月16日（木）23:15 - 翌0:15           | 同時ネット |
| 中京広域圏     | 名古屋テレビ（メ〜テレ/NBN） | テレビ朝日系列 | 2020年4月16日（木）23:15 - 翌0:15           | 同時ネット |
| 広島県         | 広島ホームテレビ（HOME）     | テレビ朝日系列 | 2020年4月16日（木）23:15 - 翌0:15           | 同時ネット |
| 山口県         | 山口朝日放送（yab）          | テレビ朝日系列 | 2020年4月16日（木）23:15 - 翌0:15           | 同時ネット |
| 香川県・岡山県 | 瀬戸内海放送（KSB）          | テレビ朝日系列 | 2020年4月16日（木）23:15 - 翌0:15           | 同時ネット |
| 愛媛県         | 愛媛朝日テレビ（eat）        | テレビ朝日系列 | 2020年4月16日（木）23:15 - 翌0:15           | 同時ネット |
| 福岡県         | 九州朝日放送（KBC）          | テレビ朝日系列 | 2020年4月16日（木）23:15 - 翌0:15           | 同時ネット |
| 長崎県         | 長崎文化放送（ncc）          | テレビ朝日系列 | 2020年4月16日（木）23:15 - 翌0:15           | 同時ネット |
| 熊本県         | 熊本朝日放送（KAB）          | テレビ朝日系列 | 2020年4月16日（木）23:15 - 翌0:15           | 同時ネット |
| 大分県         | 大分朝日放送（OAB）          | テレビ朝日系列 | 2020年4月16日（木）23:15 - 翌0:15           | 同時ネット |
| 鹿児島県       | 鹿児島放送（KKB）            | テレビ朝日系列 | 2020年4月16日（木）23:15 - 翌0:15           | 同時ネット |
| 沖縄県         | 琉球朝日放送（QAB）          | テレビ朝日系列 | 2020年4月16日（木）23:15 - 翌0:15           | 同時ネット |
| 近畿広域圏     | 朝日放送テレビ（ABC TV）     | テレビ朝日系列 | 2020年4月17日（金）0:30 - 1:32（16日深夜）  | 遅れネット |
| 宮崎県         | 宮崎放送（mrt）              | TBS系列        | 2020年5月12日（火）0:00 - 1:00 （11日深夜） | 遅れネット |

#### 第3弾
| 放送対象地域   | 放送局                       | 系列           | 放送日時                                   | ネット状況 |
| -------------- | ---------------------------- | -------------- | ------------------------------------------ | ---------- |
| 関東広域圏     | テレビ朝日（EX）             | テレビ朝日系列 | 2020年8月20日（木）23:15 - 翌0:15          | 制作局     |
| 北海道         | 北海道テレビ（HTB）          | テレビ朝日系列 | 2020年8月20日（木）23:15 - 翌0:15          | 同時ネット |
| 青森県         | 青森朝日放送（ABA）          | テレビ朝日系列 | 2020年8月20日（木）23:15 - 翌0:15          | 同時ネット |
| 岩手県         | 岩手朝日テレビ（IAT）        | テレビ朝日系列 | 2020年8月20日（木）23:15 - 翌0:15          | 同時ネット |
| 宮城県         | 東日本放送（KHB）            | テレビ朝日系列 | 2020年8月20日（木）23:15 - 翌0:15          | 同時ネット |
| 秋田県         | 秋田朝日放送（AAB）          | テレビ朝日系列 | 2020年8月20日（木）23:15 - 翌0:15          | 同時ネット |
| 山形県         | 山形テレビ（YTS）            | テレビ朝日系列 | 2020年8月20日（木）23:15 - 翌0:15          | 同時ネット |
| 福島県         | 福島放送（KFB）              | テレビ朝日系列 | 2020年8月20日（木）23:15 - 翌0:15          | 同時ネット |
| 新潟県         | 新潟テレビ21（UX）           | テレビ朝日系列 | 2020年8月20日（木）23:15 - 翌0:15          | 同時ネット |
| 長野県         | 長野朝日放送（abn）          | テレビ朝日系列 | 2020年8月20日（木）23:15 - 翌0:15          | 同時ネット |
| 石川県         | 北陸朝日放送（HAB）          | テレビ朝日系列 | 2020年8月20日（木）23:15 - 翌0:15          | 同時ネット |
| 静岡県         | 静岡朝日テレビ（SATV）       | テレビ朝日系列 | 2020年8月20日（木）23:15 - 翌0:15          | 同時ネット |
| 中京広域圏     | 名古屋テレビ（メ〜テレ/NBN） | テレビ朝日系列 | 2020年8月20日（木）23:15 - 翌0:15          | 同時ネット |
| 広島県         | 広島ホームテレビ（HOME）     | テレビ朝日系列 | 2020年8月20日（木）23:15 - 翌0:15          | 同時ネット |
| 山口県         | 山口朝日放送（yab）          | テレビ朝日系列 | 2020年8月20日（木）23:15 - 翌0:15          | 同時ネット |
| 香川県・岡山県 | 瀬戸内海放送（KSB）          | テレビ朝日系列 | 2020年8月20日（木）23:15 - 翌0:15          | 同時ネット |
| 愛媛県         | 愛媛朝日テレビ（eat）        | テレビ朝日系列 | 2020年8月20日（木）23:15 - 翌0:15          | 同時ネット |
| 福岡県         | 九州朝日放送（KBC）          | テレビ朝日系列 | 2020年8月20日（木）23:15 - 翌0:15          | 同時ネット |
| 長崎県         | 長崎文化放送（ncc）          | テレビ朝日系列 | 2020年8月20日（木）23:15 - 翌0:15          | 同時ネット |
| 熊本県         | 熊本朝日放送（KAB）          | テレビ朝日系列 | 2020年8月20日（木）23:15 - 翌0:15          | 同時ネット |
| 大分県         | 大分朝日放送（OAB）          | テレビ朝日系列 | 2020年8月20日（木）23:15 - 翌0:15          | 同時ネット |
| 鹿児島県       | 鹿児島放送（KKB）            | テレビ朝日系列 | 2020年8月20日（木）23:15 - 翌0:15          | 同時ネット |
| 沖縄県         | 琉球朝日放送（QAB）          | テレビ朝日系列 | 2020年8月20日（木）23:15 - 翌0:15          | 同時ネット |
| 近畿広域圏     | 朝日放送テレビ（ABC TV）     | テレビ朝日系列 | 2020年8月21日（金）1:50 - 2:52（16日深夜） | 遅れネット |
| 高知県         | 高知放送（RKC）              | 日本テレビ系列 | 2020年9月11日（金）0:54 - 1:54（10日深夜） | 遅れネット |
| 鳥取県・島根県 | 山陰放送（BSS）              | TBS系列        | 2020年9月11日（金）1:00 - 2:00（10日深夜） | 遅れネット |
| 宮崎県         | 宮崎放送（mrt）              | TBS系列        | 2020年9月15日（火）0:00 - 1:00（10日深夜） | 遅れネット |

#### 第4弾
| 放送対象地域   | 放送局                       | 系列           | 放送日時                                    | ネット状況 |
| -------------- | ---------------------------- | -------------- | ------------------------------------------- | ---------- |
| 関東広域圏     | テレビ朝日（EX）             | テレビ朝日系列 | 2021年1月7日（木）23:15 - 翌0:15            | 制作局     |
| 北海道         | 北海道テレビ（HTB）          | テレビ朝日系列 | 2021年1月7日（木）23:15 - 翌0:15            | 同時ネット |
| 青森県         | 青森朝日放送（ABA）          | テレビ朝日系列 | 2021年1月7日（木）23:15 - 翌0:15            | 同時ネット |
| 岩手県         | 岩手朝日テレビ（IAT）        | テレビ朝日系列 | 2021年1月7日（木）23:15 - 翌0:15            | 同時ネット |
| 宮城県         | 東日本放送（KHB）            | テレビ朝日系列 | 2021年1月7日（木）23:15 - 翌0:15            | 同時ネット |
| 秋田県         | 秋田朝日放送（AAB）          | テレビ朝日系列 | 2021年1月7日（木）23:15 - 翌0:15            | 同時ネット |
| 山形県         | 山形テレビ（YTS）            | テレビ朝日系列 | 2021年1月7日（木）23:15 - 翌0:15            | 同時ネット |
| 福島県         | 福島放送（KFB）              | テレビ朝日系列 | 2021年1月7日（木）23:15 - 翌0:15            | 同時ネット |
| 新潟県         | 新潟テレビ21（UX）           | テレビ朝日系列 | 2021年1月7日（木）23:15 - 翌0:15            | 同時ネット |
| 長野県         | 長野朝日放送（abn）          | テレビ朝日系列 | 2021年1月7日（木）23:15 - 翌0:15            | 同時ネット |
| 石川県         | 北陸朝日放送（HAB）          | テレビ朝日系列 | 2021年1月7日（木）23:15 - 翌0:15            | 同時ネット |
| 静岡県         | 静岡朝日テレビ（SATV）       | テレビ朝日系列 | 2021年1月7日（木）23:15 - 翌0:15            | 同時ネット |
| 中京広域圏     | 名古屋テレビ（メ〜テレ/NBN） | テレビ朝日系列 | 2021年1月7日（木）23:15 - 翌0:15            | 同時ネット |
| 広島県         | 広島ホームテレビ（HOME）     | テレビ朝日系列 | 2021年1月7日（木）23:15 - 翌0:15            | 同時ネット |
| 山口県         | 山口朝日放送（yab）          | テレビ朝日系列 | 2021年1月7日（木）23:15 - 翌0:15            | 同時ネット |
| 香川県・岡山県 | 瀬戸内海放送（KSB）          | テレビ朝日系列 | 2021年1月7日（木）23:15 - 翌0:15            | 同時ネット |
| 愛媛県         | 愛媛朝日テレビ（eat）        | テレビ朝日系列 | 2021年1月7日（木）23:15 - 翌0:15            | 同時ネット |
| 福岡県         | 九州朝日放送（KBC）          | テレビ朝日系列 | 2021年1月7日（木）23:15 - 翌0:15            | 同時ネット |
| 長崎県         | 長崎文化放送（ncc）          | テレビ朝日系列 | 2021年1月7日（木）23:15 - 翌0:15            | 同時ネット |
| 熊本県         | 熊本朝日放送（KAB）          | テレビ朝日系列 | 2021年1月7日（木）23:15 - 翌0:15            | 同時ネット |
| 大分県         | 大分朝日放送（OAB）          | テレビ朝日系列 | 2021年1月7日（木）23:15 - 翌0:15            | 同時ネット |
| 鹿児島県       | 鹿児島放送（KKB）            | テレビ朝日系列 | 2021年1月7日（木）23:15 - 翌0:15            | 同時ネット |
| 沖縄県         | 琉球朝日放送（QAB）          | テレビ朝日系列 | 2021年1月7日（木）23:15 - 翌0:15            | 同時ネット |
| 近畿広域圏     | 朝日放送テレビ（ABC TV）     | テレビ朝日系列 | 2021年1月8日（金）0:30 - 1:32（7日深夜）    | 遅れネット |
| 宮崎県         | 宮崎放送（mrt）              | TBS系列        | 2021年1月26日（火）0:00 - 1:00 （25日深夜） | 遅れネット |
| 鳥取県・島根県 | 山陰放送（BSS）              | TBS系列        | 2021年1月26日（火）0:58 - 1:58（25日深夜）  | 遅れネット |
| 高知県         | 高知放送（RKC）              | 日本テレビ系列 | 2021年1月29日（金）0:54 - 1:54（28日深夜）  | 遅れネット |
| 富山県         | 富山テレビ（BBT）            | フジテレビ系列 | 2021年4月22日（木）0:35 - 1:35（21日深夜）  | 遅れネット |

#### 第5弾
| 放送対象地域   | 放送局                       | 系列           | 放送日時                         | ネット状況 |
| -------------- | ---------------------------- | -------------- | -------------------------------- | ---------- |
| 関東広域圏     | テレビ朝日（EX）             | テレビ朝日系列 | 2021年6月4日（金）20:00 - 21:48  | 制作局     |
| 北海道         | 北海道テレビ（HTB）          | テレビ朝日系列 | 2021年6月4日（金）20:00 - 21:48  | 同時ネット |
| 青森県         | 青森朝日放送（ABA）          | テレビ朝日系列 | 2021年6月4日（金）20:00 - 21:48  | 同時ネット |
| 岩手県         | 岩手朝日テレビ（IAT）        | テレビ朝日系列 | 2021年6月4日（金）20:00 - 21:48  | 同時ネット |
| 宮城県         | 東日本放送（KHB）            | テレビ朝日系列 | 2021年6月4日（金）20:00 - 21:48  | 同時ネット |
| 秋田県         | 秋田朝日放送（AAB）          | テレビ朝日系列 | 2021年6月4日（金）20:00 - 21:48  | 同時ネット |
| 山形県         | 山形テレビ（YTS）            | テレビ朝日系列 | 2021年6月4日（金）20:00 - 21:48  | 同時ネット |
| 福島県         | 福島放送（KFB）              | テレビ朝日系列 | 2021年6月4日（金）20:00 - 21:48  | 同時ネット |
| 新潟県         | 新潟テレビ21（UX）           | テレビ朝日系列 | 2021年6月4日（金）20:00 - 21:48  | 同時ネット |
| 長野県         | 長野朝日放送（abn）          | テレビ朝日系列 | 2021年6月4日（金）20:00 - 21:48  | 同時ネット |
| 石川県         | 北陸朝日放送（HAB）          | テレビ朝日系列 | 2021年6月4日（金）20:00 - 21:48  | 同時ネット |
| 静岡県         | 静岡朝日テレビ（SATV）       | テレビ朝日系列 | 2021年6月4日（金）20:00 - 21:48  | 同時ネット |
| 中京広域圏     | 名古屋テレビ（メ〜テレ/NBN） | テレビ朝日系列 | 2021年6月4日（金）20:00 - 21:48  | 同時ネット |
| 近畿広域圏     | 朝日放送テレビ（ABC TV）     | テレビ朝日系列 | 2021年6月4日（金）20:00 - 21:48  | 同時ネット |
| 広島県         | 広島ホームテレビ（HOME）     | テレビ朝日系列 | 2021年6月4日（金）20:00 - 21:48  | 同時ネット |
| 山口県         | 山口朝日放送（yab）          | テレビ朝日系列 | 2021年6月4日（金）20:00 - 21:48  | 同時ネット |
| 香川県・岡山県 | 瀬戸内海放送（KSB）          | テレビ朝日系列 | 2021年6月4日（金）20:00 - 21:48  | 同時ネット |
| 愛媛県         | 愛媛朝日テレビ（eat）        | テレビ朝日系列 | 2021年6月4日（金）20:00 - 21:48  | 同時ネット |
| 福岡県         | 九州朝日放送（KBC）          | テレビ朝日系列 | 2021年6月4日（金）20:00 - 21:48  | 同時ネット |
| 長崎県         | 長崎文化放送（ncc）          | テレビ朝日系列 | 2021年6月4日（金）20:00 - 21:48  | 同時ネット |
| 熊本県         | 熊本朝日放送（KAB）          | テレビ朝日系列 | 2021年6月4日（金）20:00 - 21:48  | 同時ネット |
| 大分県         | 大分朝日放送（OAB）          | テレビ朝日系列 | 2021年6月4日（金）20:00 - 21:48  | 同時ネット |
| 鹿児島県       | 鹿児島放送（KKB）            | テレビ朝日系列 | 2021年6月4日（金）20:00 - 21:48  | 同時ネット |
| 沖縄県         | 琉球朝日放送（QAB）          | テレビ朝日系列 | 2021年6月4日（金）20:00 - 21:48  | 同時ネット |
| 山梨県         | テレビ山梨（UTY）            | TBS系列        | 2021年8月1日（日）14:30 - 16:24  | 遅れネット |
| 宮崎県         | 宮崎放送（mrt）              | TBS系列        | 2021年8月22日（日）13:30 - 15:24 | 遅れネット |

### ゴールデン2時間SP 第2弾
| 放送対象地域   | 放送局                       | 系列           | 放送日時                                 | ネット状況 |
| -------------- | ---------------------------- | -------------- | ---------------------------------------- | ---------- |
| 関東広域圏     | テレビ朝日（EX）             | テレビ朝日系列 | 2021年11月16日（火）20:00 - 21:48        | 制作局     |
| 北海道         | 北海道テレビ（HTB）          | テレビ朝日系列 | 2021年11月16日（火）20:00 - 21:48        | 同時ネット |
| 青森県         | 青森朝日放送（ABA）          | テレビ朝日系列 | 2021年11月16日（火）20:00 - 21:48        | 同時ネット |
| 岩手県         | 岩手朝日テレビ（IAT）        | テレビ朝日系列 | 2021年11月16日（火）20:00 - 21:48        | 同時ネット |
| 宮城県         | 東日本放送（khb）            | テレビ朝日系列 | 2021年11月16日（火）20:00 - 21:48        | 同時ネット |
| 秋田県         | 秋田朝日放送（AAB）          | テレビ朝日系列 | 2021年11月16日（火）20:00 - 21:48        | 同時ネット |
| 山形県         | 山形テレビ（YTS）            | テレビ朝日系列 | 2021年11月16日（火）20:00 - 21:48        | 同時ネット |
| 福島県         | 福島放送（KFB）              | テレビ朝日系列 | 2021年11月16日（火）20:00 - 21:48        | 同時ネット |
| 新潟県         | 新潟テレビ21（UX）           | テレビ朝日系列 | 2021年11月16日（火）20:00 - 21:48        | 同時ネット |
| 長野県         | 長野朝日放送（abn）          | テレビ朝日系列 | 2021年11月16日（火）20:00 - 21:48        | 同時ネット |
| 石川県         | 北陸朝日放送（HAB）          | テレビ朝日系列 | 2021年11月16日（火）20:00 - 21:48        | 同時ネット |
| 静岡県         | 静岡朝日テレビ（SATV）       | テレビ朝日系列 | 2021年11月16日（火）20:00 - 21:48        | 同時ネット |
| 中京広域圏     | 名古屋テレビ（メ〜テレ/NBN） | テレビ朝日系列 | 2021年11月16日（火）20:00 - 21:48        | 同時ネット |
| 近畿広域圏     | 朝日放送テレビ（ABC TV）     | テレビ朝日系列 | 2021年11月16日（火）20:00 - 21:48        | 同時ネット |
| 広島県         | 広島ホームテレビ（HOME）     | テレビ朝日系列 | 2021年11月16日（火）20:00 - 21:48        | 同時ネット |
| 山口県         | 山口朝日放送（yab）          | テレビ朝日系列 | 2021年11月16日（火）20:00 - 21:48        | 同時ネット |
| 香川県・岡山県 | 瀬戸内海放送（KSB）          | テレビ朝日系列 | 2021年11月16日（火）20:00 - 21:48        | 同時ネット |
| 愛媛県         | 愛媛朝日テレビ（eat）        | テレビ朝日系列 | 2021年11月16日（火）20:00 - 21:48        | 同時ネット |
| 福岡県         | 九州朝日放送（KBC）          | テレビ朝日系列 | 2021年11月16日（火）20:00 - 21:48        | 同時ネット |
| 長崎県         | 長崎文化放送（ncc）          | テレビ朝日系列 | 2021年11月16日（火）20:00 - 21:48        | 同時ネット |
| 熊本県         | 熊本朝日放送（KAB）          | テレビ朝日系列 | 2021年11月16日（火）20:00 - 21:48        | 同時ネット |
| 大分県         | 大分朝日放送（OAB）          | テレビ朝日系列 | 2021年11月16日（火）20:00 - 21:48        | 同時ネット |
| 鹿児島県       | 鹿児島放送（KKB）            | テレビ朝日系列 | 2021年11月16日（火）20:00 - 21:48        | 同時ネット |
| 沖縄県         | 琉球朝日放送（QAB）          | テレビ朝日系列 | 2021年11月16日（火）20:00 - 21:48        | 同時ネット |
| 鳥取県・島根県 | 山陰放送（BSS）              | TBS系列        | 2022年1月2日（日）0:25 - 2:13（1日深夜） | 遅れネット |

### ゴールデン2時間SP 第3弾
| 放送対象地域   | 放送局                       | 系列           | 放送日時                         | ネット状況 |
| -------------- | ---------------------------- | -------------- | -------------------------------- | ---------- |
| 関東広域圏     | テレビ朝日（EX）             | テレビ朝日系列 | 2022年6月14日（火）20:00 - 21:48 | 制作局     |
| 北海道         | 北海道テレビ（HTB）          | テレビ朝日系列 | 2022年6月14日（火）20:00 - 21:48 | 同時ネット |
| 青森県         | 青森朝日放送（ABA）          | テレビ朝日系列 | 2022年6月14日（火）20:00 - 21:48 | 同時ネット |
| 岩手県         | 岩手朝日テレビ（IAT）        | テレビ朝日系列 | 2022年6月14日（火）20:00 - 21:48 | 同時ネット |
| 宮城県         | 東日本放送（khb）            | テレビ朝日系列 | 2022年6月14日（火）20:00 - 21:48 | 同時ネット |
| 秋田県         | 秋田朝日放送（AAB）          | テレビ朝日系列 | 2022年6月14日（火）20:00 - 21:48 | 同時ネット |
| 山形県         | 山形テレビ（YTS）            | テレビ朝日系列 | 2022年6月14日（火）20:00 - 21:48 | 同時ネット |
| 福島県         | 福島放送（KFB）              | テレビ朝日系列 | 2022年6月14日（火）20:00 - 21:48 | 同時ネット |
| 新潟県         | 新潟テレビ21（UX）           | テレビ朝日系列 | 2022年6月14日（火）20:00 - 21:48 | 同時ネット |
| 長野県         | 長野朝日放送（abn）          | テレビ朝日系列 | 2022年6月14日（火）20:00 - 21:48 | 同時ネット |
| 石川県         | 北陸朝日放送（HAB）          | テレビ朝日系列 | 2022年6月14日（火）20:00 - 21:48 | 同時ネット |
| 静岡県         | 静岡朝日テレビ（SATV）       | テレビ朝日系列 | 2022年6月14日（火）20:00 - 21:48 | 同時ネット |
| 中京広域圏     | 名古屋テレビ（メ〜テレ/NBN） | テレビ朝日系列 | 2022年6月14日（火）20:00 - 21:48 | 同時ネット |
| 近畿広域圏     | 朝日放送テレビ（ABC TV）     | テレビ朝日系列 | 2022年6月14日（火）20:00 - 21:48 | 同時ネット |
| 広島県         | 広島ホームテレビ（HOME）     | テレビ朝日系列 | 2022年6月14日（火）20:00 - 21:48 | 同時ネット |
| 山口県         | 山口朝日放送（yab）          | テレビ朝日系列 | 2022年6月14日（火）20:00 - 21:48 | 同時ネット |
| 香川県・岡山県 | 瀬戸内海放送（KSB）          | テレビ朝日系列 | 2022年6月14日（火）20:00 - 21:48 | 同時ネット |
| 愛媛県         | 愛媛朝日テレビ（eat）        | テレビ朝日系列 | 2022年6月14日（火）20:00 - 21:48 | 同時ネット |
| 福岡県         | 九州朝日放送（KBC）          | テレビ朝日系列 | 2022年6月14日（火）20:00 - 21:48 | 同時ネット |
| 長崎県         | 長崎文化放送（ncc）          | テレビ朝日系列 | 2022年6月14日（火）20:00 - 21:48 | 同時ネット |
| 熊本県         | 熊本朝日放送（KAB）          | テレビ朝日系列 | 2022年6月14日（火）20:00 - 21:48 | 同時ネット |
| 大分県         | 大分朝日放送（OAB）          | テレビ朝日系列 | 2022年6月14日（火）20:00 - 21:48 | 同時ネット |
| 鹿児島県       | 鹿児島放送（KKB）            | テレビ朝日系列 | 2022年6月14日（火）20:00 - 21:48 | 同時ネット |
| 沖縄県         | 琉球朝日放送（QAB）          | テレビ朝日系列 | 2022年6月14日（火）20:00 - 21:48 | 同時ネット |

## スタッフ

### レギュラー時代
火曜スーパーバラバラ大作戦時代
- 構成：そーたに、興津豪乃、鹿谷忠弘、矢野了平
- カメラ：佐藤厚誠
- 音声：戸ノ崎沙綾
- VE：横川友之
- 照明：井場琢哉
- 美術：吉居真夏
- デザイン：前田香織
- 美術進行：高崎絵織
- 大道具：三浦侑記
- メイク：川口カツラ店
- 美術協力：テレビ朝日クリエイト
- 編集：竹内敏雅
- MA：松田直起
- 音効：遠藤治朗
- TK：安達真理
- 技術協力：スウィッシュ・ジャパン、IMAGICA Lab.、共立ライティング
- 事務所協力：太田プロダクション
- 編成：新谷拓也、小宮立千
- 宣伝：池谷麻依
- デスク：中川千波
- 制作協力：ビー・ブレーン
- ディレクター：山本紗智子、松本博樹、山崎智史、市村進之介、大友淳、井上一平
- プロデューサー・ディレクター：小澤将
- プロデューサー：太田兼仁、栗原志帆
- 演出・ゼネラルプロデューサー：藤城剛
- エグゼクティブプロデューサー：加地倫三
- 制作著作：テレビ朝日

### 火曜ゴールデン時代
- ナレーション：小野寺一歩
- 構成：そーたに、都築浩、興津豪乃、鹿谷忠弘
- TM：鈴木敏也
- SW：中島浩司
- カメラ：佐藤厚誠
- 音声：戸ノ崎沙綾
- VE：横川友之
- 照明：井場琢哉
- 美術：小山晃弘
- デザイン：佐藤朝美
- 美術進行：高崎絵織、池田彩乃
- 大道具：田中庸之、深谷涼介
- 電飾：岡村明子
- 小道具：中嶋誠宗
- 装飾：長野敦子
- メイク：川口カツラ店
- 美術協力：テレビ朝日クリエイト
- 編集：竹内敏雅
- MA：松田直起
- 音効：遠藤治朗
- TK：安達真理
- 技術協力：スウィッシュ・ジャパン、IMAGICA Lab.、共立ライティング、テイクシステムズ（テイクシ→2023年6月27日-）
- 事務所協力：太田プロダクション
- 編成：米川宝、沢登孝介
- 宣伝：西田沙希
- リサーチ：喜多あおい、フォーミュレーション
- デスク：中川千波
- AP：神林正美
- 制作協力：ビー・ブレーン、D.Walker
- ディレクター：松本博樹、山本紗智子、市村進之介、山崎智史、稲垣知宏、井上一平、村越一輝、大友淳、岡本理人、梶原貴裕
- プロデューサー・ディレクター：小澤将
- プロデューサー：太田兼仁、栗原志帆、鈴木孝貴、田岸宏一
- 演出・ゼネラルプロデューサー：藤城剛（以前はプロデューサー・演出）
- エグゼクティブプロデューサー：加地倫三
- 制作：テレビ朝日ビジネスソリューション本部 コンテンツ編成局第1制作部
- 制作著作：テレビ朝日

### 日曜深夜時代
- 構成：そーたに、都築浩、興津豪乃、矢野了平、鹿谷忠弘
- カメラ：佐藤厚誠
- 音声：戸ノ崎沙綾
- VE：安井康喜
- 照明：井場琢哉
- 美術：小山晃弘
- デザイン：佐藤朝美
- 美術進行：高崎絵織、池田彩乃
- 大道具：田中庸之
- 電飾：長野敦子
- メイク：川口カツラ店
- 美術協力：テレビ朝日クリエイト
- 編集：竹内敏雅
- MA：松田直起、清水一郎【週替り】
- 音効：遠藤治朗
- TK：安達真理
- 技術協力：スウィッシュ・ジャパン、共立ライティング、テイクシステムズ
- 事務所協力：太田プロダクション
- 編成：村山良太、馬渕真太朗
- 宣伝：齋藤梨枝
- デスク：中川千波
- AP：神林正美、内山桃華
- 制作協力：ビー・ブレーン、D.Walker
- ディレクター：井上一平、山本紗智子、市村進之介、山崎智史、菅井康平、上荒磯慶、齋藤誠也
- プロデューサー・ディレクター：小澤将
- プロデューサー：太田兼仁、栗原志帆、鈴木孝貴
- 演出・ゼネラルプロデューサー：藤城剛
- エグゼクティブプロデューサー：加地倫三
- 制作：テレビ朝日ビジネスソリューション本部 コンテンツ編成局第1制作部
- 制作著作：テレビ朝日

### 特番時代
第5回時点
- ナレーション：小野寺一歩
- 構成：そーたに、興津豪乃、鹿谷忠弘、矢野了平
- カメラ：佐藤厚成
- 音声：村本達弥
- VE：武藤康広
- 照明：井場琢哉
- 美術：小山晃弘
- 美術進行：高崎絵織
- 大道具：作田進之介
- 電飾：入江智喜
- メイク：川口カツラ店
- 美術協力：テレビ朝日クリエイト
- 編集：竹内敏雅
- MA：松田直起
- 音効：遠藤治朗
- TK：安達真理
- 技術協力：スウィッシュ・ジャパン、IMAGICA Lab.、共立ライティング
- 事務所協力：太田プロダクション
- 編成：田中真由子、秋谷祥加
- 宣伝：村上理絵
- デスク：中川千波
- 制作協力：ビー・ブレーン
- ディレクター：山本紗智子、松本博樹、山崎智史、大友淳
- プロデューサー：太田兼仁
- プロデューサー・演出：藤城剛
- エグゼクティブプロデューサー：加地倫三
- 制作著作：テレビ朝日

#### 過去のスタッフ・特番時代
- カメラ：久世大輔
- 音声：立元捺美、佐々木瑠美
- VE：横川友之、山中楓太
- 照明：加藤直斗、水本富男
- 大道具：伊藤友太、三浦郁記
- 宣伝：齋藤利紗子

火曜ゴールデン時代
- 編成：岡村地郎
- ディレクター：磯田裕介

日曜深夜時代
- 技術協力：IMAGICA Lab.
- 編成：米川宝、沢登孝介、宇喜多宏美、北見駿也
- 宣伝：西田沙希
- ディレクター：大友淳、松本博樹、村越一徳